# История Тель-Авива
Тель-Авив — город в Израиле, первый еврейский город современности, основанный в 1909 году в качестве пригорода древней Яффы.

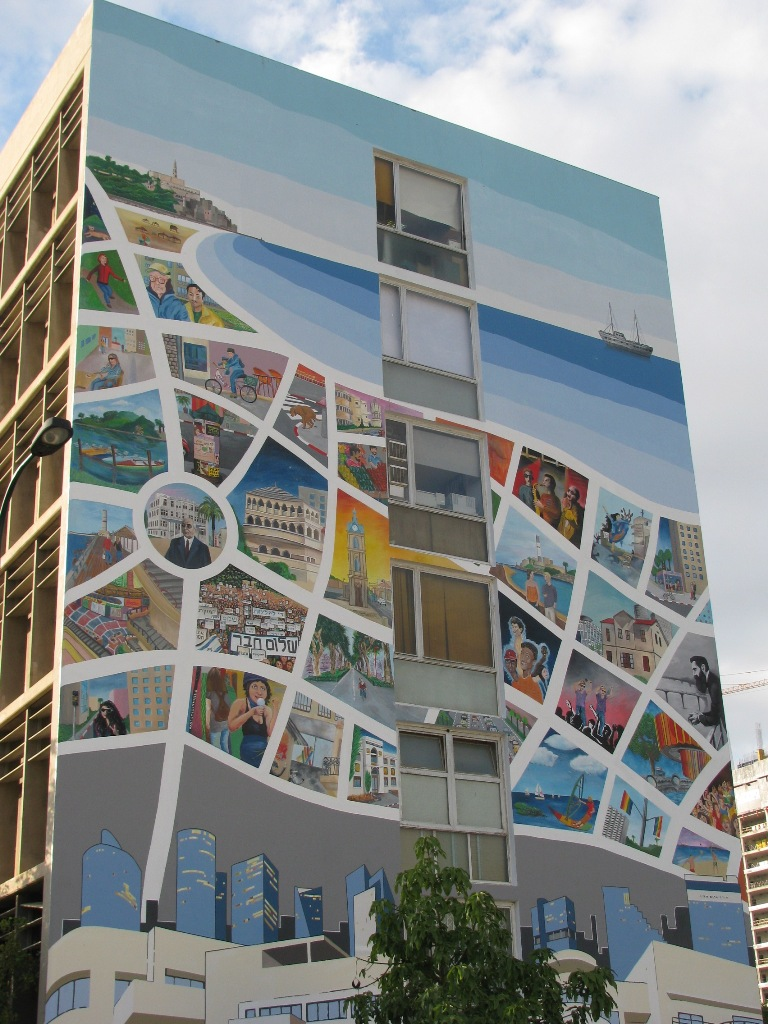
Настенная роспись к столетию Тель-Авива, 2009

Тель-Авив был основан в эпоху османского владычества. Первый камень района был заложен в 1909 году. До Первой мировой войны в Тель-Авив постепенно перешли большинство еврейских учреждений и организаций, располагавшихся в Яффе. Во время войны, с приближением линии фронта к городу, жители Тель-Авива были принудительно эвакуированы. Они смогли вернуться лишь в конце 1917 года, после того, как англичане захватили город.
После войны, во время британского правления (1917—1948), город быстро рос в результате волн еврейской иммиграции. Антиеврейские беспорядки в Яффе, включая погром 1921 года и беспорядки 1929 года, приводили к оттоку еврейского населения города в Тель-Авив. В самом Тель-Авиве в 1920-е и 1930-е годы было заметно противостояние рабочих партий и ревизионистов, которое неоднократно приводило к столкновениям. В 1934 году Тель-Авив получил статус независимого города. Во время арабского восстания 1936—1939 годов множество жителей города погибло и было ранено в результате нападений арабов, в ответ на арабов нападали еврейские подпольные группы.
Во время Второй мировой войны город дважды бомбили — в 1940 году итальянцы, а в 1941 — немцы. После войны возобновилась борьба евреев против британцев. После голосования в ООН по плану раздела Палестины начались масштабные межэтнические столкновения, на границе с Яффой происходили перестрелки. В конце апреля силы «Хаганы» и «Иргуна» окружили Яффу, что привело к бегству большинства её жителей. С началом войны за независимость Тель-Авив стал временной столицей еврейского государства, там же в 1948 году состоялась церемония провозглашения независимости государства Израиль. В течение войны город неоднократно бомбили египтяне. Летом 1948 года в Тель-Авиве произошли столкновения между «Хаганой» и «Иргуном», в ходе которых был потоплен корабль «Альталена».
После образования государства Израиль парламент и правительство перебрались в Иерусалим, и Тель-Авив потерял политическое значение. В 1950 году к нему была присоединена Яффа. В первые годы, благодаря притоку репатриантов, население города выросло на 100 тысяч человек, но к началу 1960-х годов рост остановился и начался отток населения в окружающие города. Тем не менее, Тель-Авив сохранил роль коммерческого, банковского и финансового центра Израиля. В 1967 году, во время Шестидневной войны, город подвергся артиллерийским обстрелам с иорданской территории; в 1970-е годы он пострадал от терактов, крупнейшим из которых стал захват гостиницы «Савой».
В 1980-е годы в город начала возвращаться молодёжь, центр Тель-Авива был отремонтирован и благоустроен. В конце 1980-х в городе резко выросло число рабочих мест, в основном в отраслях финансов и бизнеса. Людей также притягивало возросшее разнообразие культурных мероприятий. В 1989—1993 года город принял множество репатриантов из СССР. В начале 1990-х годов Тель-Авив пострадал от иракских обстрелов и от терактов во время первой интифады. В 1995 году на площади Царей Израиля был убит премьер-министр Ицхак Рабин. В начале 2000-х в Тель-Авиве произошла новая волна терактов, но городская экономика продолжала расти, особенно в сфере высоких технологий и стартапов.
В XXI веке город является экономическим и культурным центром Израиля.

## Предыстория
Согласно археологическим находкам, первые постоянные поселения на территории города располагались на берегах Яркона и появились в неолите.

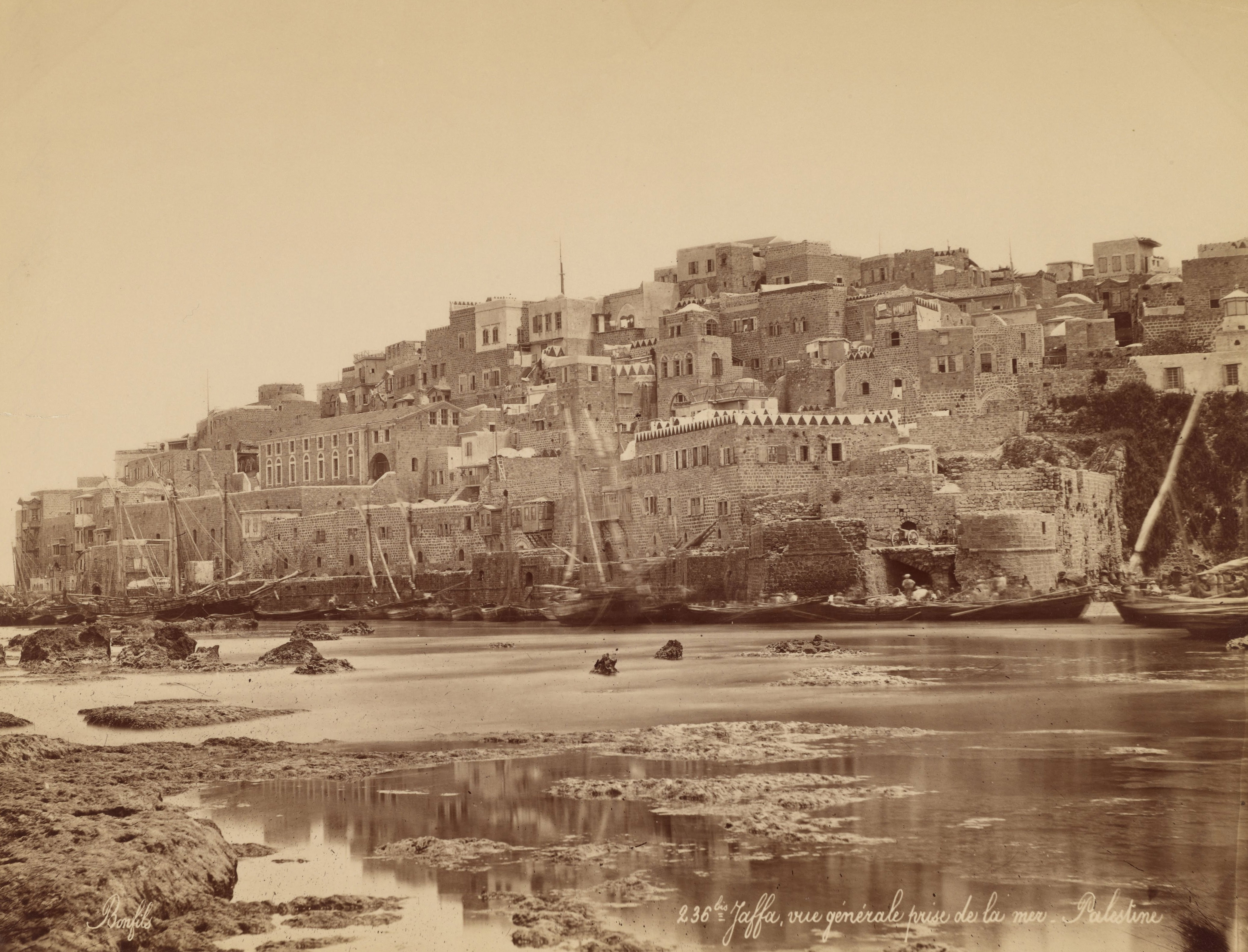
Яффский порт, снято между 1867 и 1870 гг.

Первое постоянное поселение на яффском холме появилось в раннем бронзовом веке. С XVI по XIII века до н. э. Яффа находилась под властью египтян и была важным портом. К концу VIII века до н. э. городом владели ханаанские цари, а позже ассирийцы, вавилоняне и персы. В IV веке до н. э. Яффа была завоёвана Александром Македонским, после чего на несколько веков стала греческим городом. Во II веке до н. э. в результате Маккавейской войны она вошла в еврейское царство.
С 66 года до н. э. Яффу подчинил себе Рим, а в 66 году н. э. она была разрушена в результате еврейского восстания. С распространением христианства в Римской империи она стала центром епархии. В византийскую эпоху Яффа вновь стала важным торговым центром и главным портом Иудеи. В 636 году город был захвачен арабами и постепенно пришёл в упадок. В XII—XIII веках, во времена крестоносцев, Яффа была оживлённым городом, главным портом Иерусалимского королевства и его опорным пунктом. В начале XIV века мамлюки, опасавшиеся нового крестового похода, разрушили до основания все прибрежные города, включая Яффу.
В XVII веке, при османах, город и порт начали возрождаться, в том числе благодаря прибывающим в Иерусалим паломникам, стали развиваться сельское хозяйство и промышленность. Во второй половине XVIII века Яффа сильно пострадала в ходе войн правителя Галилеи Захира аль-Умара с соседями, а в 1799 году Яффу захватил и в очередной раз разрушил Наполеон. Город интенсивно развивался в начале XIX века, после его захвата египтянами в 1831 году развитие только ускорилось. В середине XIX века на юге Яффы были основаны новые арабские районы и предприняты первые попытки основать в Яффе иностранное поселение. На протяжении XIX века Яффа превратилась из незначительного городка в важнейший порт и второй город региона по населению после Иерусалима.
Еврейская община города тоже росла, особенно после начала первой алии в 1882 году. Нехватка жилья и высокая плотность населения привели в 1887—1890 годах к основанию первых еврейских районов за городскими стенами — Неве-Цедека и Неве-Шалома.

## Османский период

### Основание Ахузат-Баит
В 1904 году впервые была высказана идея построить за пределами старой Яффы еврейский район европейского типа для обеспеченных жителей перенаселённого города. В 1906 году в Яффу иммигрировал польский еврей, ювелир и часовщик Акива Арье Вайс. 7 июля того же года он присутствовал на собрании в клубе «Йешурун» в Яффе, где выдвинул идею постройки подобного района и смог убедить в этом остальных. В тот же день (или на следующий день) был основан жилищно-строительный кооператив под названием «Общество строителей домов» (ивр. אגודת בוני בתים‎) или «Общество строительства домов в Яффе» (ивр. האגודה לבנין בתים ביפו‎), который 9 августа был переименован в «Ахузат Баит». Присутствующие избрали временный комитет общества, председателем которого назначили самого Вайса. В состав комитета входили также Йехезкель Данин, Исаак Хаютман и Давид Смилянский. В первые годы деятельности общества Вайс подписывал все документы, вёл переговоры о кредитах и был его неоспоримым лидером.
С самого начала среди членов общества были разногласия, строить ли новый район за пределами города или в самой Яффе. Так как все они работали в Яффе, не всех привлекала необходимость дважды в день проделывать долгий путь из нового пригорода в центр Яффы. Кроме того, вызывала беспокойство изолированность района. В пользу строительства вдалеке от города говорила потенциальная автономность.
По оценкам, строительство каждого дома должно было обойтись в 5-6 тыс. франков. На первой встрече с вступивших в общество был получен взнос по 20 франков с каждого. В декабре 1906 года комитет обратился в Еврейское колонизационное общество с просьбой о займе, но её отклонили. Летом 1907 года, после вмешательства Артура Руппина, Еврейский национальный фонд дал кооперативу заём в размере 250 тыс. франков на срок 18 лет и под 5 %  под гарантии «Англо-Палестинской компании». Банк был готов выделить деньги лишь на само строительство, поэтому кооперативу пришлось подготовить участки на деньги членов (на что ушло около 100 тыс. франков). В первые годы кооператив постоянно испытывал финансовые трудности и неоднократно просил различные организации о дополнительных займах. В 1910 году на помощь пришла компания Дизенгофа «Геула» и предоставила краткосрочный заём в размере 40 тыс. франков. В 1910 году, когда было построено уже 60 домов, Англо-Палестинская компания дала ещё один заём на сумму 56 тыс. франков.
Комитет рассматривал несколько потенциальных участков. Англо-Палестинская компания предлагала участок у моря, граничащий с Яффой, а несколько иерусалимских земельных посредников — так называемый «виноградник Джабали» (Карм аль-Джабали), который был крупнее и находился на расстоянии 2 км от старой Яффы, в 10 минутах ходьбы от Неве-Цедека; на юге он выходил на главную дорогу Яффа-Петах-Тиква и железную дорогу Яффа-Иерусалим. В итоге поселенцы решили выбрать второй вариант, так как там было бы легче расширять район. Покупка земли столкнулась с многочисленными трудностями. Иерусалимские маклеры приобрели землю у девяти членов семьи Джабали, но было неясно, имеют ли на неё права другие члены семьи. Кроме того, часть земель была записана в земельном кадастре («табу») как мири, то есть как земля в государственном владении. Так как землю могли приобретать лишь османские подданные, участок был зарегистрирован на имя двух яффских евреев, получивших за помощь по участку в будущем районе. Через 8 месяцев после подписания контракта были получены купчие (кушаны) на владение землёй. Тем не менее, османские власти были недовольны появлением нового еврейского района и чинили препоны, которые обычно разрешались с помощью бакшиша. Когда жители собирались приступить к строительству домов, власти внезапно возвели у планируемого въезда в район казармы жандармерии, около которых по турецким законам запрещалось строить частные дома. В итоге кооператив приобрёл казармы и снёс их. После революции младотурок в 1908 году стало возможно регистрировать землю на имя иностранцев, и её записали на имя голландца Якобуса Кана, председателя совета директоров Англо-Палестинской компании. Из-за задержек и перерасходов комитет постоянно подвергался критике. В 1908 году в нём усилились позиции Меира Дизенгофа, который боролся за роль лидера с Вайсом. В итоге весной 1910 года Вайс окончательно ушёл с поста председателя, а на его место был избран Дизенгоф, который оставался главой Тель-Авива до своей смерти в 1936 году.
Ахузат-Баит стал первым районом, который строился по подробному плану. Комитет рассмотрел 5 планов, из которых выбрали предложенный инженером Авраамом Голдманом. Согласно плану, у района должна была быть широкая (12 м) центральная улица, перпендикулярно которой проходили улицы шириной 10 м. Землю разровняли и разбили на 79 участков; посередине находилась долина, которую засыпали и превратили в широкий проспект с деревьями.

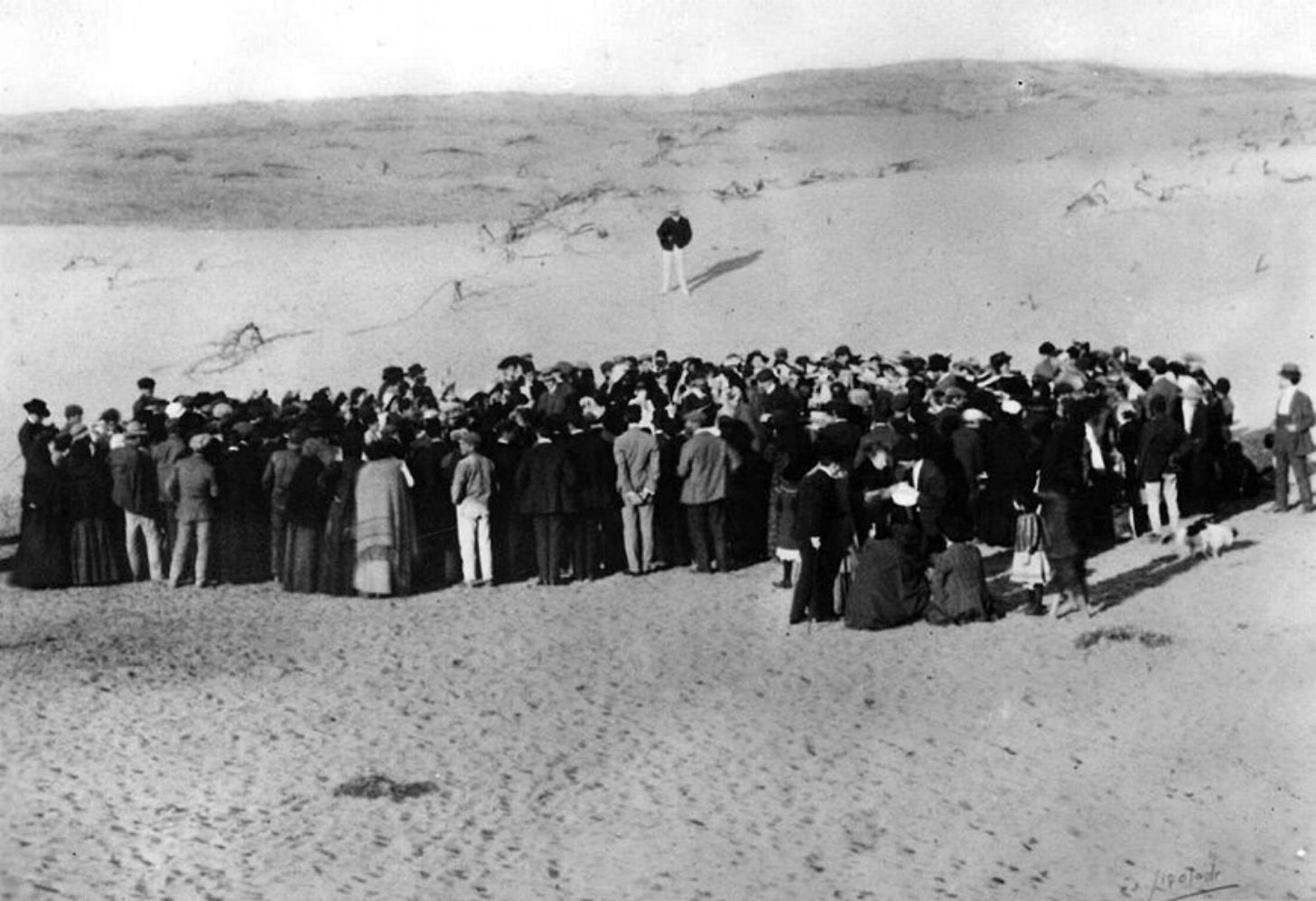
Фотография Авраама Соскина

11 апреля 1909 года была проведена лотерея, в которой были разыграны участки. Этот день считается днём основания Тель-Авива. По свидетельству Вайса, для розыгрыша использовались ракушки, которые он собрал на берегу моря и на которых написал номера участков и имена участников лотереи. 12 октября 60 членов кооператива подписали личные договоры с Англо-Палестинской компанией. Эти 60 человек считаются основателями Тель-Авива, хотя количество покупателей участков было выше.
Лотерея не привлекла внимания современников, поэтому не сохранилось репортажей или фотографий события. Существует известный снимок Авраама Соскина, который позже, с подачи Друянова, написавшего историю города, стали считать фотографией этой лотереи. Тем не менее, в книге Соскина 1926 года, где фотография была впервые опубликована, она подписана как «собрание основателей Тель-Авива, 1908».
Историк Х. Файерберг предполагает, что на фотографии запечатлено состоявшееся в 1908 году собрание недолговечного общества «Шило́» — организации, собиравшейся способствовать репатриации евреев в османскую Палестину.
Перед строительством домов и прокладкой улиц на месте будущего бульвара Ротшильда начали бурить колодец. Через две недели бурения вода была найдена на глубине 14,5 м. Над колодцем была построена насосная станция, снабжавшая водопровод района; в том же здании стал заседать комитет района, а позже — мэрия.
Через месяц после розыгрыша на участке, принадлежавшем Реувену Сегалю, началось строительство первого дома. Вскоре после этого к строительству приступили ещё 16 членов кооператива, включая Иосифа Шлуша, Давида Смилянского и Йехезкеля Данина. Осенью 1909 года в районе стояло уже 50 домов. Первые дома строили традиционным способом, из камней, как в Яффе. Для строительства не привлекали архитекторов, владелец участка лишь обговаривал свои желания с подрядчиками. После начала строительства первых домов цены на камень взлетели. Тогда Вайс вместе с Давидом Арбером организовали производство бетонных («цементных») кирпичей, которые были гораздо дешевле. Лишь десятая часть домов была построена с их применением, но это позволило снизить цены на камень. Завод Арбера стал первым в своём роде в стране.
16 октября 1910 года в свои дома въехали первые 10 семей. К концу года в Ахузат-Баит было 60 домов, 250 комнат и 300 жителей.

### 1909—1914 годы
26 января 1909 года состоялось первое общее собрание района. На нём приняли несколько важных решений: было решено взимать налоги с владельцев участков соответственно их размеру, они же были единственными получавшими полное право в управлении районом. Также решили запустить несколько дилижансов, курсировавших по маршруту Ахузат-Баит — Яффа.
После начала строительства комитет решил дать району постоянное название. 21 февраля 1910 года из многих предложенных вариантов большинство на общем собрании проголосовало за предложенное Менахемом Шейнкиным название «Тель-Авив», под которым на иврит была переведена книга Герцля «Альтнойланд». Оно лишь немногим обогнало вариант «Новая Яффа».

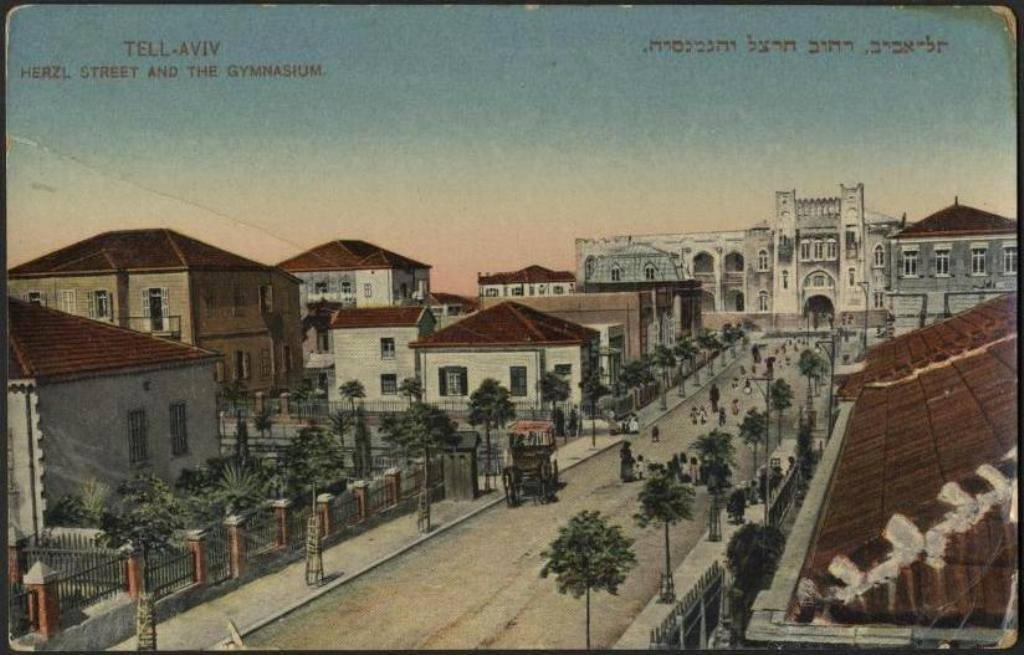
Вид на Тель-Авив и гимназию, ок. 1910 года

Важным событием в истории Ахузат-Баит стало строительство гимназии «Герцлия». Гимназия была основана в 1905 году в Яффе и стала первой старшей школой в Палестине, где преподавание шло на возрождённом иврите. Школой руководили супруги Иегуда-Лейб и Фаня Метман-Коэн. Начав свою деятельность с 17 учеников, школа постепенно разрослась. На 8-м сионистском конгрессе представители школы (Бограшов и Мусинзон) обратились за финансовой помощью к английскому филантропу Джейкобу Мозеру, который пообещал им 80 тысяч франков, которые позволили бы возвести для школы собственное здание. Вайс и Шейнкин приложили большие усилия к тому, чтобы она была возведена именно в Ахузат-Баит. На пожертвованные деньги Еврейский национальный фонд приобрёл у кооператива участок в 11 дунамов, на холме с видом на Яффу; эти деньги существенно помогли району на первых порах, до получения займов от Англо-Палестинской компании. Шейнкин убедил членов, что школа должна располагаться в конце главной улицы района (будущая ул. Герцля), что привело в будущем к транспортным проблемам. Было предложено несколько проектов, в том числе от Бориса Шаца, но победил проект молодого архитектора Йосефа Барского, незадолго до этого окончившего учёбу в России. 2 июля 1909 был заложен краеугольный камень гимназии. Церемония была омрачена протестами еврейских рабочих, которые требовали строить гимназию руками евреев. В итоге их требования удовлетворили, но из-за этого, а также из-за постоянных изменений, вносимых Барским, Шлуш, вызвавшийся быть подрядчиком, по завершении строительства оказался в убытке.
11 декабря 1911 года состоялось торжественное открытие гимназии. Она была главным зданием города и играла важную роль в экономике молодого района. Так, в 1914 году в ней учились 800 человек, половина из которых прибыли на учёбу из-за границы. Местные жители зарабатывали, сдавая им комнаты.

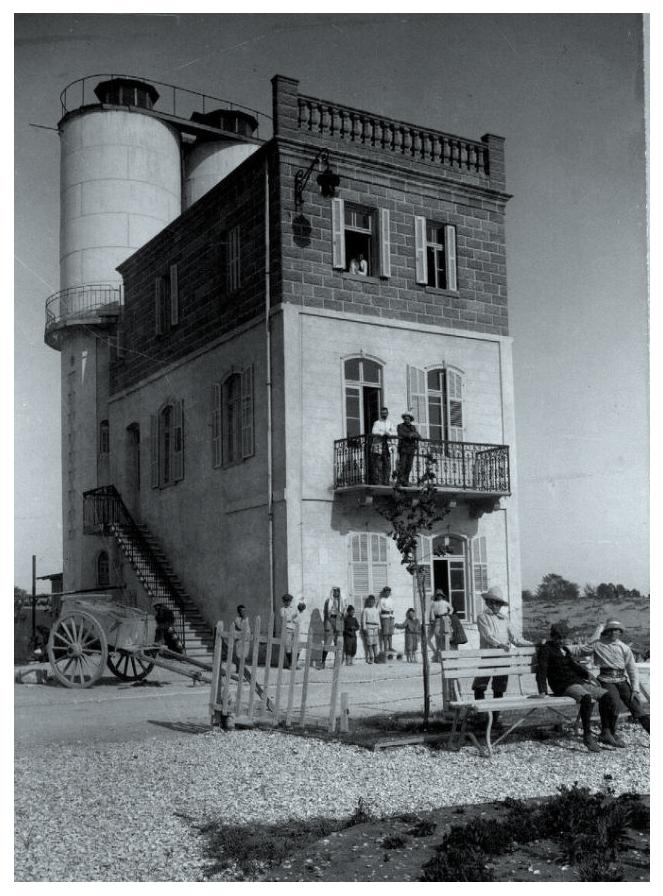
Здание насосной станции, где заседал и комитет района. 1913 год

После гимназии вскоре после основания района в него постепенно перешли большинство еврейских учреждений и организаций, располагавшихся в Яффе. До 1-й мировой войны из Яффы перешли информационное бюро, городская еврейская библиотека, Палестинское еврейское бюро, бюро Ховевей-Цион, Общественный комитет.
Город также иниициировал строительство таких учреждений, как рынок, больница, школы и синагоги.
В 1913 году в Тель-Авив перешла основанная в Яффе Руппиным музыкальная школа «Шуламит», в том же году открылся первый кинотеатр — «Эден», — имевший 600 постоянных сидений и 200 складных стульев и служивший также культурным центром. Он открылся показом фильма «Последние дни Помпеи».
В 1927 рядом с «Эденом» открылся летний кинотеатр на 800 мест — первое в Тель-Авиве здание из бетона.
C самого основания района происходили споры по поводу его характера и наличия в нём магазинов. Многие жители, во главе с Шейнкиным, стремились сохранить атмосферу тихого пригорода Яффы, поэтому протестовали против открытия любых бизнесов. Другие хотели иметь своё дело, а также стремились к экономической независимости от Яффы. В итоге открывать магазины в домах запретили, но решили построить два магазина в конце центральной улицы и сдавать эти помещения. Это решение тоже не соблюдалось, и к 1914 году в районе появились лавка, ресторан, аптека и парикмахерская. Комитет налагал на владельцев различные ограничения, основными из которых были запрет на продажу спиртного и работу после 8 вечера.
От каждого жителя требовалось подать в комитет подробный план дома. В 1910 году запретили строить 3-этажные дома, чтобы те не заслоняли солнечный свет домам пониже, а также из опасений, что такие высокие дома труднее будет снабжать водой. Кроме того, было запрещено строить жилые подвалы.
Другим правилом, которое часто нарушалось, был запрет строить дома, занимавшие больше 1/3 участка. Компромиссом стало разрешение строить большие балконы. Незаконное строительство повсеместно приводило к конфликтам.
С 1910 года с наступлением субботы и праздников у въезда в район натягивалась цепь, перекрывавшая путь для телег и лошадей.
Вначале район нанял для охраны магрибских арабов, но после нескольких инцидентов их заменили евреями, а также обязали всех жителей старше 20 лет участвовать в ночных дежурствах. Позже для обороны района приобрели несколько ружей и несколько десятков пистолетов.
В 1913 году в рамках движения «Маккаби» была организована первая вооружённая группа самообороны, которая подчинялась Меиру Дизенгофу. В 1914 году появилась независимая подпольная группа самообороны, которую возглавлял комитет из 5 членов, включавший в себя А. Криници и С. Шошани.

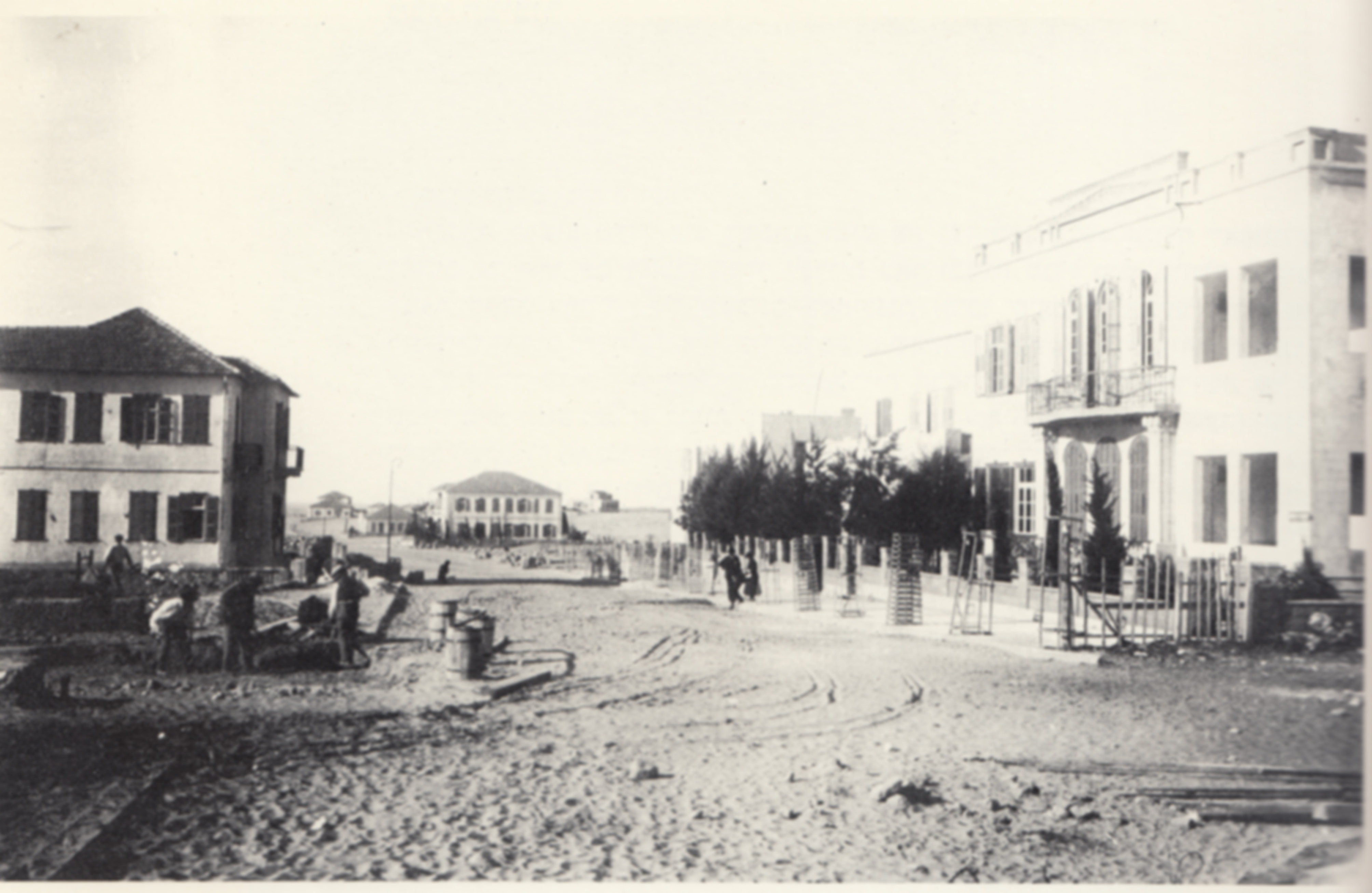
Морская улица, 1918 год

В 1910-х годах как частные люди, так и компании приобретали по соседству участки земли, где появлялись новые районы, вскоре присоединявшиеся к Тель-Авиву. В 1911 году группа мелких торговцев, ремесленников и служащих приобрела участок площадью 14,8 дунамов к северо-востоку от гимназии и основала там район Нахалат-Биньямин. Район зависел от Тель-Авива в вопросе водоснабжения и испытывал финансовые сложности, отчего уже в 1912 году его жители приняли решение присоединиться к Тель-Авиву. Летом 1911 года компания «Хевра хадаша» (ивр. חברה חדשה‎, под руководством Вайса, Шейнкина, Шлуша, А. Лева, Й. Абухава и Й. Голдберга) приобрела к востоку от Нахалат-Биньямина участок площадью в несколько десятков дунамов. Землю разделили на участки по 780 м², что на тот момент было рекордом площади как в Тель-Авиве, так и соседних районах. Центральной улицей нового района была «Морская улица» (ивр. רחוב הים‎, сегодня — улица Алленби). В районе возвели большие ухоженные дома, некоторые строили на съём, их постепенно заняли разнообразные учреждения. В 1913 году на этой улице появилась вторая насосная станция в еврейских районах, и в том же году район присоединился к Тель-Авиву. Подобным образом рядом появился и объединился с Тель-Авивом район «Мерказ Баалей Мелаха» (ивр. מרכז בעלי מלאכה‎, присоединился в 1913 году) и прочие. Некоторые старые еврейские районы по соседству от Тель-Авива, такие как Неве-Цедек, тоже стали получать воду из Тель-Авива, а взамен обязались вымостить улицы и решить санитарные вопросы.
К 1914 году площадь Тель-Авива выросла почти в 10 раз (со 109 до 991 дунамов), а население — почти в 5 раз (1941 человек в 1914 году). До начала Первой мировой войны в город прибыло много евреев из России и с Балкан, в том числе в результате балканских войн (1912—1913), многие из них были обеспеченные. Цены участков быстро росли — если в 1909 квадратный фут стоил около 1,6 франка, то в 1914 году цена доходила до 12 франков. Со временем расцвела спекуляция землёй, что подстёгивало рост цен. Комитет сопротивлялся этому, но без особого успеха. Рост города был очень быстрым, а качество зданий и площади зелёных участков так же быстро снижались.
Как еврейская, так и арабская пресса хвалила новый район и отмечала его сходство с европейскими городами. С другой стороны, рабочее движение подвергало критике быстрое развитие района: многие сионисты считали, что город забирает рабочие руки у еврейских сельскохозяйственных поселений.
Успех Тель-Авива вскоре привёл к появлению подобных районов в Иерусалиме и Хайфе.

### Первая мировая война

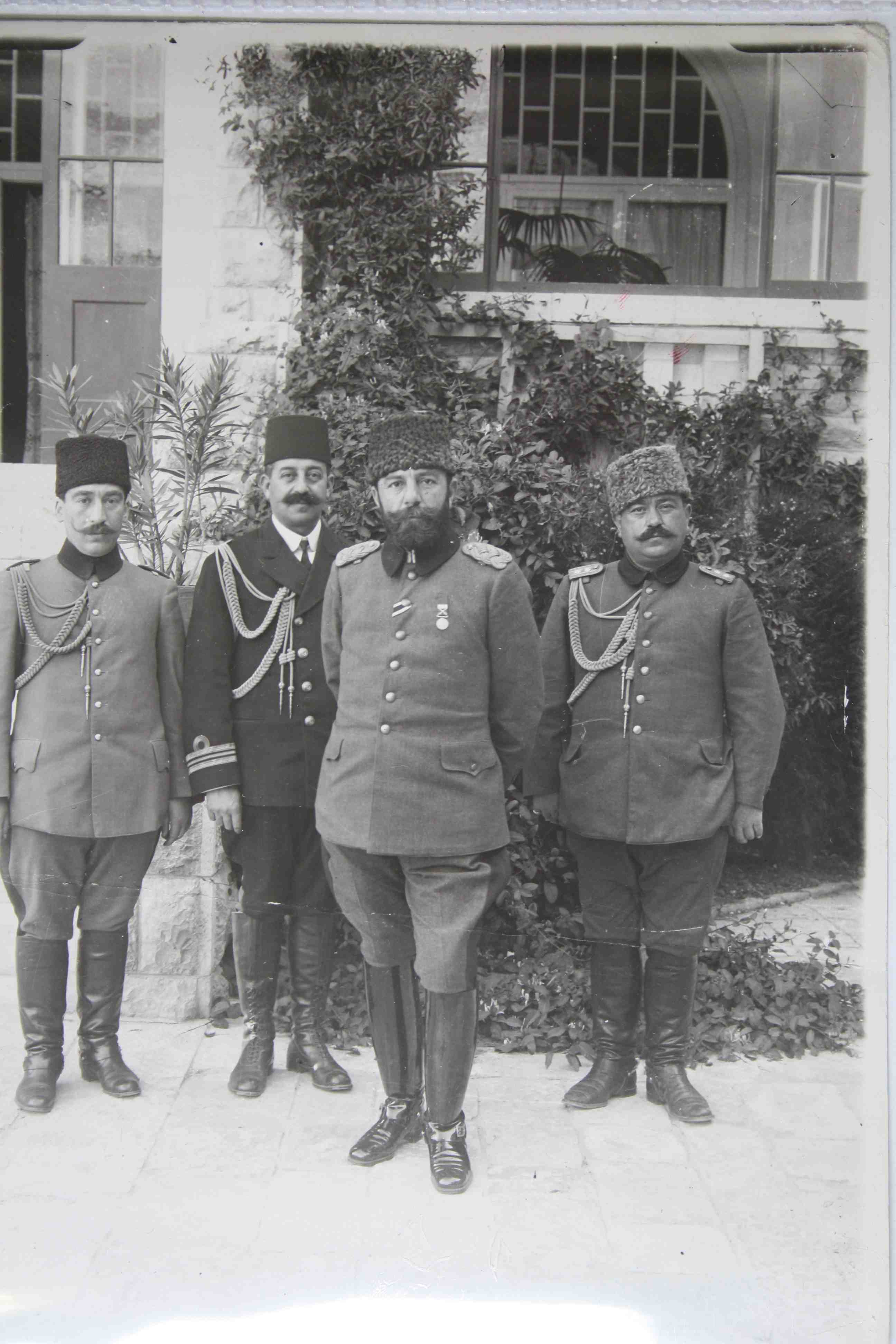
Хасан-бек (справа) и Джемаль-паша (спереди)

Первая мировая война остановила развитие всей Яффы, включая Тель-Авив. 11 ноября 1914 года Османская империя вступила в войну на стороне центральных держав. В результате этого прекратилась торговля с Европой через яффский порт, стала ощущаться нехватка продуктов и сырья.
На третий день войны власти заморозили на один месяц все банковские резервы, что парализовало экономику. Немецкий банк в Яффе и Англо-Палестинская компания закрылись, АПК выплатила вкладчикам за два дня четверть миллиона франков золотом. Чтобы облегчить положение ишува (еврейской общины Палестины), АПК выпустила собственные купюры, которые позволили внутренней торговле функционировать.
В сентябре 1914 года власти отменили все капитуляции, что лишило иностранных подданных большинства прав. Новый каймакам (наместник) Яффы, младотурок Бахауддин (ивр. בהא א-דין‎) с подозрением относился к сионизму, считая его сепаратистским национальным движением. Он приказал снять все вывески на иврите и заменить их турецкими или арабскими, а также запретил пересылку писем на иврите и идише. В Яффе был введён комендантский час после 8 вечера.
В декабре 1914 года командующим 4-й армией, располагавшейся в Сирии, был назначен Ахмед Джемаль-паша, один из лидеров младотурок. Он одобрил приказ Бахауддина о высылке иностранных подданных, и 17 декабря армия провела облаву в еврейских районах. Около 750 евреев без османского подданства было схвачено, и 698 из них немедленно переправлено на итальянский корабль «Флорио», отправлявшийся в Европу. После вмешательства американского посла в Стамбуле Генри Моргентау иностранцам была дана отсрочка и возможность принять османское подданство, после чего оставшиеся отбыли на нескольких американских кораблях. 28 февраля 1915 года, на еврейский праздник Пурим, Джемаль-паша посетил Тель-Авив, этот визит был обставлен как большой праздник.
В первый период войны цены на продукты резко выросли. Чтобы наименее обеспеченные жители города не пострадали, городской комитет по примеру АПК выпустил некоторое количество собственных мелких купюр. 7 октября 1914 года был основан «комитет по облегчению кризиса» (ивр. הועד להקלת המשבר‎), позже «чрезвычайный комитет» (ивр. ועדת המצב‎), собиравший пожертвования и на эти деньги продававший и распределявший продукты и поддерживавший семьи призванных в армию. Кроме того, город брал жителей на общественные работы, например, выравнивание оставшихся городских участков.
Весной 1915 года город пострадал от налёта саранчи, уничтожавшей деревья и огороды. В результате цены на многие продукты подскочили, другие и вовсе пропали с рынка. В Яффе началась эпидемия холеры и тифа, при этом многие больные умирали из-за нехватки лекарств. Из-за лучших санитарных условий Тель-Авив не пострадал, но многие жители в страхе покинули город. На деньги американских евреев в Яффу была направлена помощь, доставленная на крейсерах «Теннесси», «Де Мойн» и Норт Каролайна. В неё входили деньги, продукты и медикаменты. Всего за годы войны в Яффу заходили 13 американских военных кораблей с гуманитарной помощью. Помощь прекратилась лишь со вступлением США в войну.
В конце 1915 — начале 1916 года Яффа была несколько раз обстреляна французским кораблём.
В 1916 году губернатор Яффы Хасан-бек начал строительство мечети, впоследствии получившей его имя. Для постройки мечети он конфисковывал стройматериалы с различных стройплощадок, в том числе в Тель-Авиве, а также потребовал пожертвовать на строительство крупные суммы.
Со временем власти стали призывать османских подданных в армию или в трудовые отряды («амалия»). Многие богатые жители откупались от службы, другие давали взятку, чтобы получить бро́ню. Многие уклонялись от призыва и уходили в подполье. Одна группа гимназистов решила пойти в офицерскую школу в Стамбуле.
В феврале 1917 года, когда англичане овладели Рафахом, семь кораблей союзников и несколько самолётов снова бомбили Яффу.
28 марта 1917 года, с приближением линии фронта к городу, командующий Ахмед Джемаль-паша объявил о принудительной эвакуации Яффы, включая Тель-Авив и окружающие деревни. Крестьянам и сельскохозяйственным работникам было разрешено остаться; многие арабы смогли остановиться в деревнях неподалёку от города. Приказ был опубликован 30 марта, и через 3 дня после Песаха жители Тель-Авива стали организовано покидать свои дома. Многие грузили своё имущество на телеги, некоторые складывали его в подвалах и закладывали окна и двери домов. Эвакуированные отправились в Петах-Тикву, а оттуда — по разным еврейским поселениям — в Кфар-Саву, Шфею, и другие места. В Тель-Авиве остались лишь 10 сторожей, препятствовавших мародёрству. Вначале они пребывали там нелегально, но через несколько недель Дизенгоф смог добиться для них разрешения от Джемаль-паши. В марте 1917 года все городские комитеты были распущены, вместо них организовали «Комитет спасения евреев Яффо» (ивр. ועד ההגירה ליהודי יפו‎). В его задачи входили нахождение денег на еду и перевозку бедняков, а также размещение эвакуированных в еврейских поселениях. После переговоров Дизенгофа с Джемаль-пашой последний разрешил эвакуированным селиться в Хайфском округе, покупать стройматериалы и организовывать школы и даже выделил в помощь им несколько тысяч лир. В итоге эвакуированные хоть и испытывали лишения, но не голодали. Ближе к концу войны армия приказала эвакуироваться и тем, кто находился в Кфар-Саве, но они остались, надеясь на скорый приход английских войск. В результате 248 человек погибло от болезней и голода.

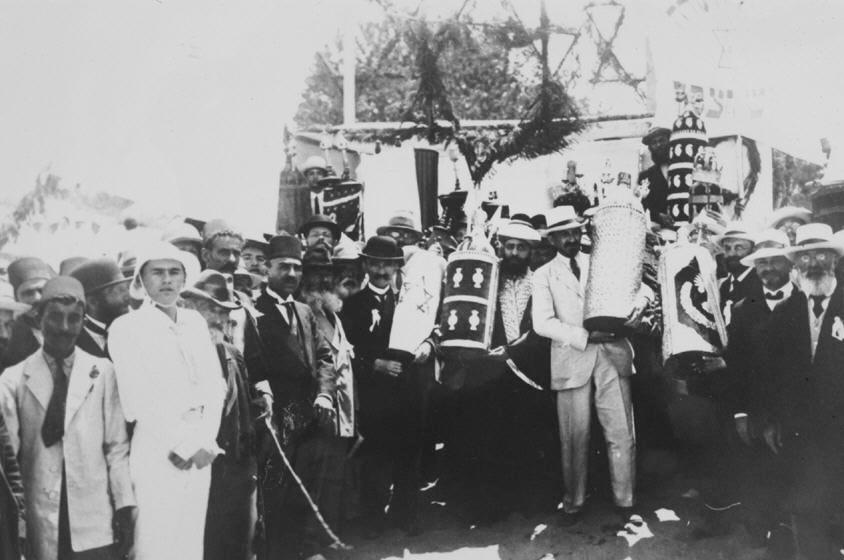
Возвращение свитков Торы в Тель-Авив, 1918 год

16 ноября 1917 года английские и австралийские части захватили Яффу и Тель-Авив. Утром 27 декабря Яффский порт и сам город бомбили немецкие самолёты, погибло несколько человек. В ночь с 20 на 21 декабря 52-я шотландская дивизия пересекла Яркон и захватила господствующие высоты к северу от него, на востоке войска Антанты захватили Петах-Тикву. К северу от Сароны англичане устроили аэродром, а здание гимназии использовали в качестве больницы.
Тель-Авив не пострадал во время войны и не был разграблен. Первые жители стали возвращаться в дома в конце ноября, многие вернулись после захвата Петах-Тиквы, а остальные — после капитуляции Османской империи и окончания войны. «Комитет спасения» был переименован в «комитет возвращения эвакуированных» и действовал до сентября 1918 года. После этого избрали районный комитет, временным председателем стал Элияху Берлин, занимавший должность до возвращения Дизенгофа. Присутствие британской армии давало жителям работу и привело к расцвету бизнеса. В то же время австралийские солдаты нанесли ущерб многим домам, где были расквартированы.
15 мая 1918 года, накануне праздника Шавуот, тель-авивцы отпраздновали возвращение свитков Торы из Петах-Тиквы. 29 сентября 1918 жители праздновали возвращение Дизенгофа, а 22 ноября — капитуляцию Турции. На празднествах присутствовал генерал Алленби и было объявлено о переименовании Морской улицы в улицу Алленби.

## Британский мандат

### С 1919 по 1920-е годы
По окончании Первой мировой войны, в 1919 году, началась третья алия, в ходе которой в Палестину прибыло около 35 тысяч евреев. Многие из прибывших, относящиеся к среднему классу, осели в Тель-Авиве и занялись бизнесом. Это (а также строительный бум), в свою очередь, привлекало в город рабочих. В результате между 1919 и 1923 годами население города выросло в 10 раз, примерно с 2000 до 20 000 человек.
В это время в Яффе произошёл первый крупный антиеврейский погром. 1 мая 1921 года, во время первомайских демонстраций партий «Поалей-Цион» и коммунистов, возле Неве-Шалом произошла драка между этими группами. Находившиеся рядом арабы приняли это за нападение евреев на арабов и отправились громить евреев. Многотысячная арабская толпа, вооружённая палками, железными прутьями и ножами, отправилась к местам проживания евреев. На юге города, около района Аджами, был атакован дом, где размещались недавно прибывшие евреи, через два с половиной часа на место прибыл командир яффского порта в сопровождении полицейского, который выстрелом разогнал погромщиков. Другие погромщики отправились на границу с районами Неве-Шалом и Неве-Цедек, где атаковали прохожих при поддержке арабских полицейских. Были также погибшие в порту и на улице Буструс. В Маншийе толпу остановил небольшой отряд полицейских. Только около четырёх часов дня в Яффу прибыли первые британские силы из лагеря Сарафанд и Иерусалима и начали наводить порядок. На следующий день арабы напали на изолированный дом семьи Ицкер, в садах у Абу-Кабира. Семеро из его жильцов не успели убежать и были убиты. В их числе был писатель Йосеф Хаим Бренер. Всего за 5 дней погрома погибло 49 человек и было ранено более 100. Погром вызвал ответные действия со стороны евреев. Организация самообороны «Хагана» устроила нападение на арабские дома около Неве-Шалома, несколько десятков жителей было убито и ранено. В Тель-Авив прибыли бывшие солдаты Еврейского легиона, занявшие позиции между еврейскими и арабскими кварталами. Полковник Марголин и Пинхас Рутенберг организовали отряд из 300 вооружённых евреев, которые демонстративно прошли по Яффе и помогли многим евреям покинуть арабские кварталы. 3 мая во дворе гимназии прошла церемония похорон 32 погибших, на которую пришли тысячи человек.
В результате погрома Тель-Авив покрылся палатками сотен беженцев из Яффы, в дополнение к уже многочисленным палаткам евреев-иммигрантов; даже в августе 1923 года в городе оставалось 587 палаток, в которых жило 1625 человек, и 336 бараков, вмещавших 1702 жителя.
В апреле 1921 года Тель-Авив получил статус «особого квартала», а 11 мая — тауншипа, что позволило приобрести юридический статус, получать займы и иметь свою полицию. С этого момента он стал почти полностью независимым от Яффы, хотя до 1926 года у его жителей сохранялось право участвовать в муниципальных выборах в Яффе. Таким образом, Тель-Авив стал первым еврейским городом современности (ивр. העיר העברית הראשונה‎), то есть городом, основаным евреями для евреев, а также имевшим еврейское руководство.
После погрома многие еврейские торговцы покинули старую Яффу и основали около Тель-Авива новый район — т. н. «новый торговый центр» (ивр. מרכז מסחרי חדש‎). В августе 1921 года они приобрели 49 дунамов земли. На ней было построено 14 кварталов, в каждом по 9-13 магазинов. В 1923 этот район присоединился к Тель-Авиву.
Тель-Авив постепенно превращался в крупный город, который нередко посещали важные персоны. В марте 1921 года там побывал английский министр по делам колоний Уинстон Черчилль, которого сопровождали Верховный комиссар Палестины Герберт Сэмюэл и барон Джеймс Ротшильд. В сентябре 1922 Верховный комиссар нанёс первый официальный визит, в тот день в его честь была названа улица, идущая вдоль моря. В 1923 году в Тель-Авив прибыл Альберт Эйнштейн, которому было присвоено звание почётного гражданина.

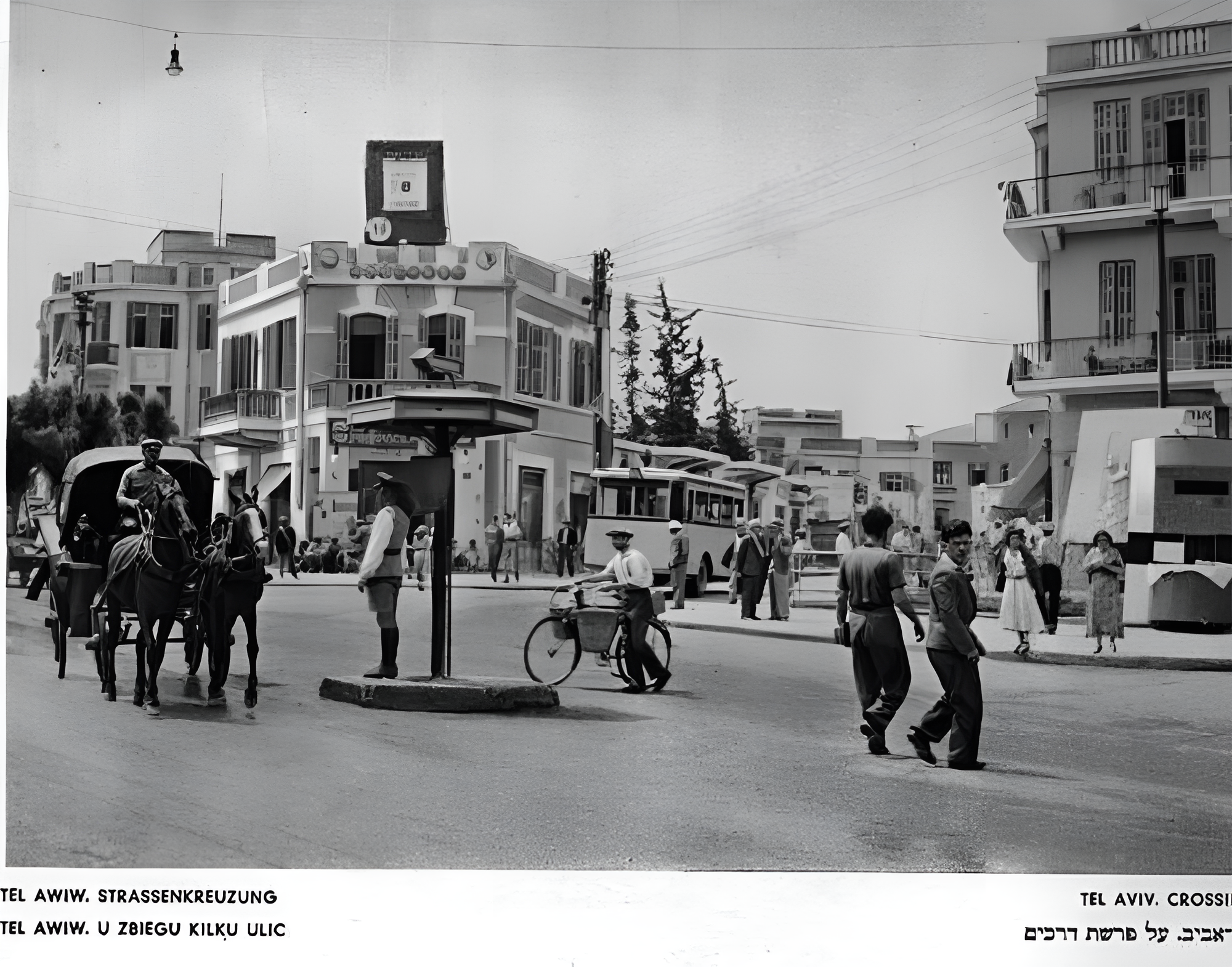
Регулировщик на перекрёстке, 1920-е годы

В 1920-е годы жители стали селиться дальше от мест работы, стало заметным ежедневное движение людей как внутри города, так между ним и пригородами. Тель-Авив стал центром еврейского транспорта в Палестине. В 1919 году первым моторным общественным транспортом стали шестиместные автомобили, а в 1923 году по городу стали ездить автобусы. В 1924 году был основан транспортный кооператив «Ха-Маавир» (ивр. המעביר‎), через четыре года объединившийся с «Галей-Авив» и владевший 40 автобусами. В 1936 году по городу курсировал уже 181 автобус. В 1925 году была основана первая компания такси «Ха-Цви» (ивр. הצבי‎, «олень»). В 1924 к востоку от города появился пассажирский перрон, где останавливались поезда на линии Яффа-Лод. Позже была построена станция около Бейт-Хадар. В 1926 году между городом и военным лагерем Сарафанд была проложена первая асфальтированная дорога, а ежемесячное количества пассажиров автобусов составило около 250 тысяч. В середине 1920-х, после гибели ребёнка под колёсами автомобиля, были введены первые городские правила дорожного движения — скорость была ограничена до 10 км/ч, перед каждым поворотом требовалось сигналить. Также было запрещено водить по улицам непривязанных верблюдов и ослов.
К концу 1922 года в городской экономике, как и по всей стране, наметился спад. Он был вызван как уменьшившимся притоком капитала, так и окончанием британских общественных работ. В 1923 году в Тель-Авиве было около 1500 безработных.
В 1924 году началась четвёртая алия — очередная волна иммиграции евреев в Палестину, продолжавшаяся около двух лет. В её рамках прибыло около 60 тыс. человек, увеличивших еврейскую общину страны больше чем наполовину. Большая доля прибывших оседала в городах, преимущественно в Тель-Авиве, принявшем около половины от общего числа иммигрантов. За полтора года население города почти удвоилось (с 21,5 примерно до 40 тысяч в конце 1925 года). Большинство репатриантов имели свой капитал, но небольшой. Их приток привёл к быстрому развитию мелких предприятий, а также к ускоренному строительству. Помимо растущего спроса на жильё, земля и недвижимость считались лучшим видом инвестиций. Цены участков взлетели в 4-5 раз за считанные месяцы, а строительство не поспевало за потоком прибывающих.
Алия застала врасплох ишув, и прибывшие устраивали жизнь лишь своими силами. Плотность в городе дошла до 2,2 человека на комнату, а квартплата доходила до половины зарплаты. С волной иммигрантов прибыли и предприниматели, Тель-Авив стал центром еврейской промышленности. Хотя крупнейшие заводы в то время строились в Хайфе, из основанных евреями в тот период 442 заводов 254 располагались в Тель-Авиве.

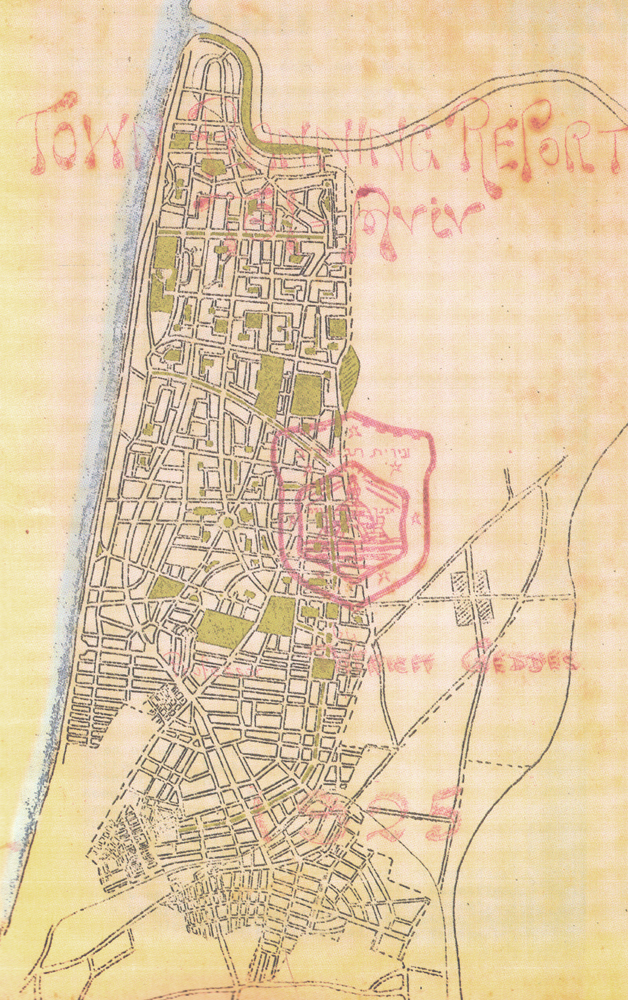
План Геддеса (1925), первый генеральный план Тель-Авива

В те годы город рос, среди прочего, за счёт присоединения соседних районов. Около двух лет длились переговоры со старыми еврейскими районами Яффы, населёнными в основном религиозными евреями. Они требовали сохранить свои религиозные порядки, включая соблюдение субботних ограничений; дело дошло даже до суда. В итоге в 1923 году стороны пришли к компромиссу, по которому суббота объявлялась официальным выходным города, и в этот день магазины должны были быть закрыты. В результате объединения население Тель-Авива возросло почти в 2,5 раза. В составе Яффы осталось лишь несколько еврейских районов, не пожелавших присоединиться к Тель-Авиву.
Быстрый рост Тель-Авива в сочетании с хаотичной застройкой приводили к разнообразным проблемам. В итоге городские власти решили подготовить генеральный план города, включавший в себя большие территории (некоторые из которых городу ещё не принадлежали) к северу от существующих районов. Муниципалитет обратился за помощью к Всемирной сионистской организации, которая порекомендовала услуги шотландского градостроителя Патрика Геддеса. Тот вместе с архитектором Рихардом Кауфманном подготовил в 1926 году генеральный план, воплощавший идеал «города-сада».
К концу 1925 года рост экономики замедлился. Из-за ухудшения положения польских евреев приток капитала в Палестину резко сократился. Объёмы строительства стали падать, что ударило по смежным отраслям. Количество безработных стало расти уже с сентября 1925 года (в середине 1925 безработицы не существовало) и в декабре достигло 2000 человек (при общем населении около 34-38 тыс.). Подрядчики и вкладчики разорялись, многие евреи стали покидать страну. Тель-Авив, львиную долю экономики которого составляла строительная отрасль, пострадал больше Хайфы и Иерусалима, которые не так зависели от неё и от частного капитала. К началу 1927 года около 40 % наёмных работников в городе остались без работы, в Тель-Авиве проживала половина всех евреев-безработных Палестины. Еврейские организации не ожидали четвёртую алию и не были в состоянии помочь, а объём еврейского рынка не позволил предоставить работу всем желающим. Британские власти пытались помочь безработным, привлекая их к общественным работам, таким как прокладка шоссе Тель-Авив — Петах-Тиква.
Промышленность не так сильно пострадала от кризиса 1926—1927 годов, и уже в 1926 году новых заводов появилось больше, чем разорилось. Благодаря отмене пошлин на промышленное оборудование и часть сырья, в 1924—1926 годах некоторые заводы смогли расширить производство и начали импортировать свою продукцию.
В апреле 1929 года в Тель-Авиве была проведена первая международная промышленная ярмарка. Её успех превзошёл ожидания, ярмарку посетило около 120 тыс. человек, были заключены сделки на 80 тыс. фунтов.
В конце 1920-е годов город стал ареной противостояния еврейских рабочих партий и ревизионистов. 20 июня 1927 года, в годовщину смерти Теодора Герцля, молодёжная организация ревизионистов «Бейтар» впервые провела торжественный парад. Сотни её членов в коричневой форме «Бейтара» выстроились на углу улицы Трумпельдора, на берегу моря. Через несколько месяцев они организовали процессию в поддержку Самуила Шварцбурда, которого судили в Париже за убийство Петлюры. Сторонники «Бейтара» считали праздник Первого мая и красные флаги символами антисионизма. В 1928 году бейтаровцы напали на первомайскую демонстрацию, вырывая из рук марширующих красные флаги и разрывая их на куски. 5 октября 1928 года, когда в рабочем клубе на улице Алленби проводилось собрание в честь 20-летия первой международной конференции по языку идиш в Черновцах, члены Бейтара вместе с членами «батальона защитников языка иврит» ворвались в помещение и устроили драку, в результате чего несколько человек было ранено. Еврейская пресса обвинила «Бейтар» в использовании «фашистских» методов.
Беспорядки 1929 года мало затронули Тель-Авив. 25 августа около двух тысяч арабов собрались в мечети Хасан-бека, откуда отправились в граничащие с еврейским городом районы, в Неве-Шалом начались обстрелы. Английская полиция смогла остановить толпу, при этом погибло шестеро, а десятки были ранены. В итоге погибло семь евреев, которые были похоронены в братской могиле рядом с жертвами 1921 года. В это время город принял множество беженцев из небольших еврейских посёлков, подвергнувшихся нападению.
Уже в 1920-е годы в Тель-Авиве сосредоточилась культурная жизнь ишува, большинство сионистов предпочитало его Иерусалиму. Важное символическое значение имело то, что в 1925 году в городе поселился Хаим Нахман Бялик, национальный еврейский поэт. Его дом стал центром культурной деятельности.

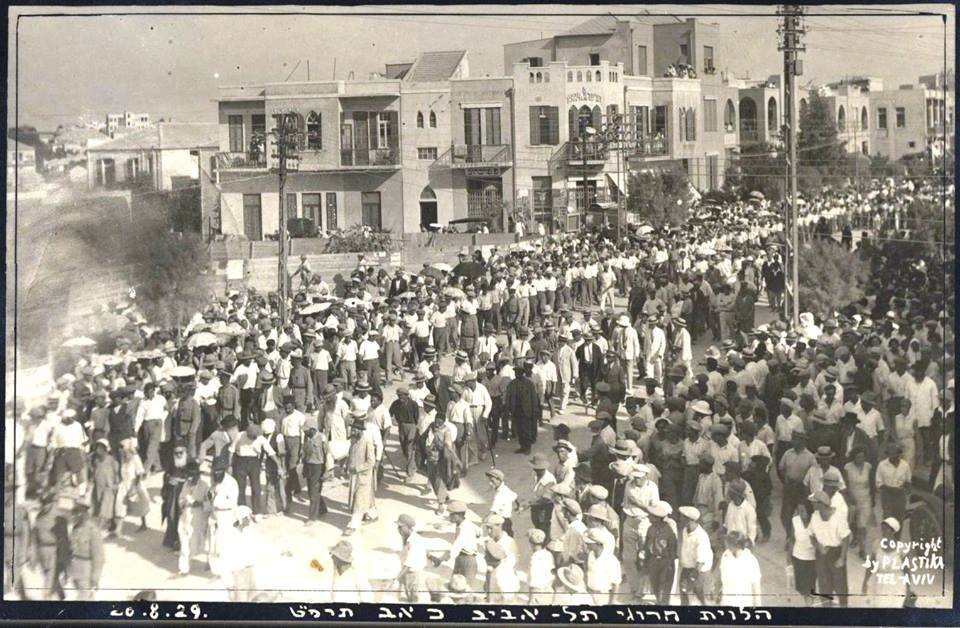
Похороны погибших в погроме 1929 года
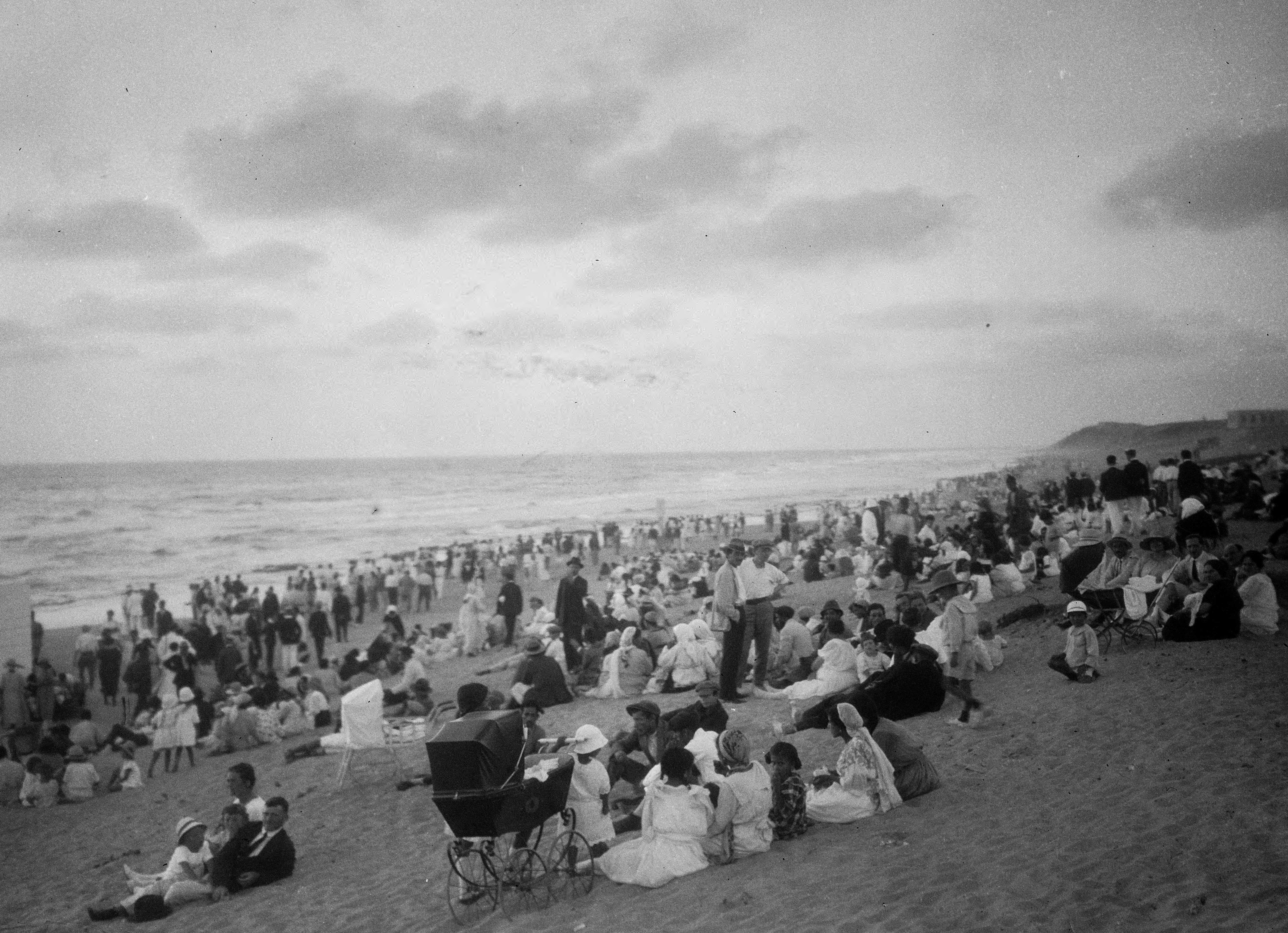
Городской пляж в начале 1920-х
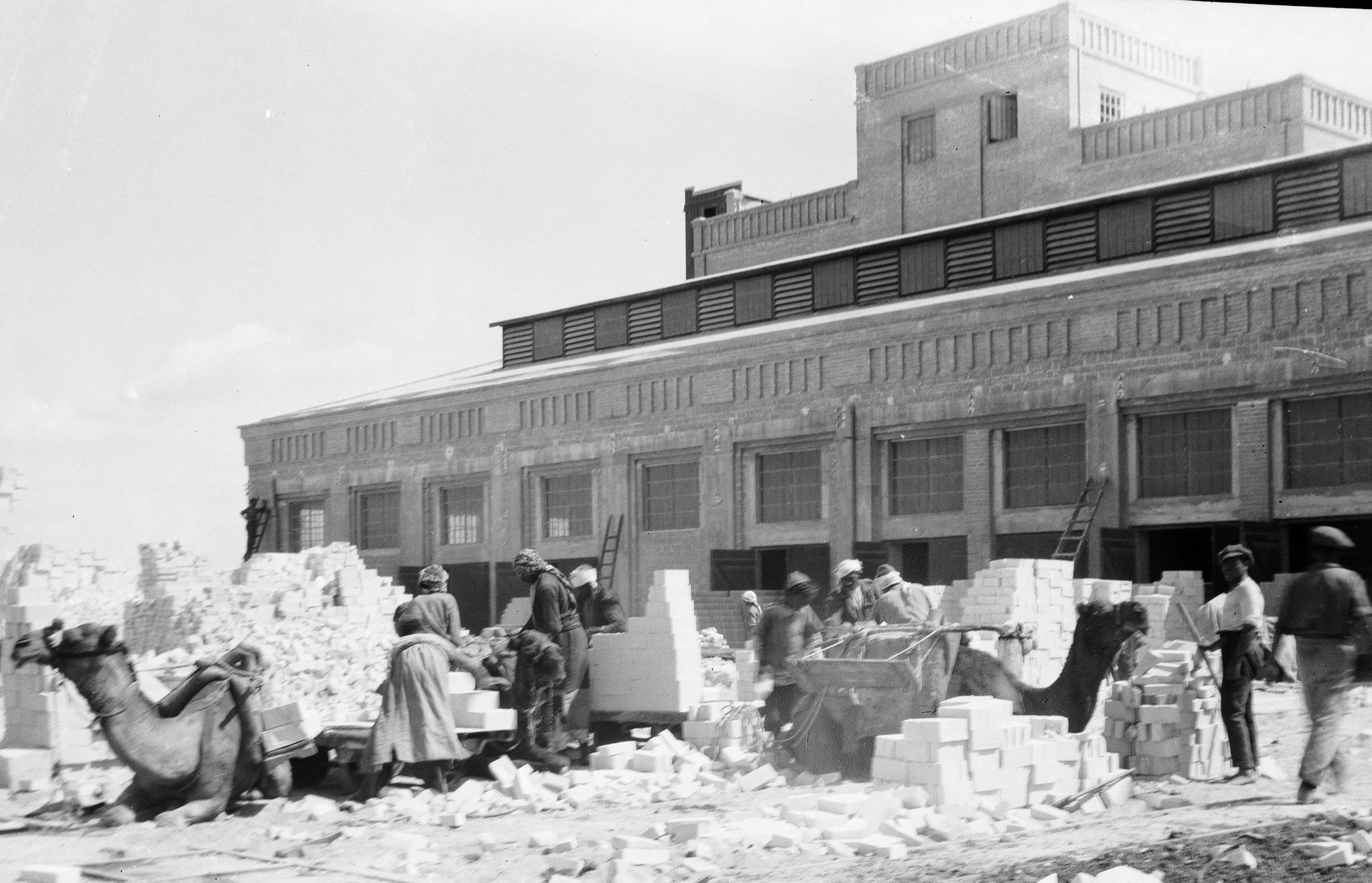
Завод по производству силикатных кирпичей, начало 1920-х
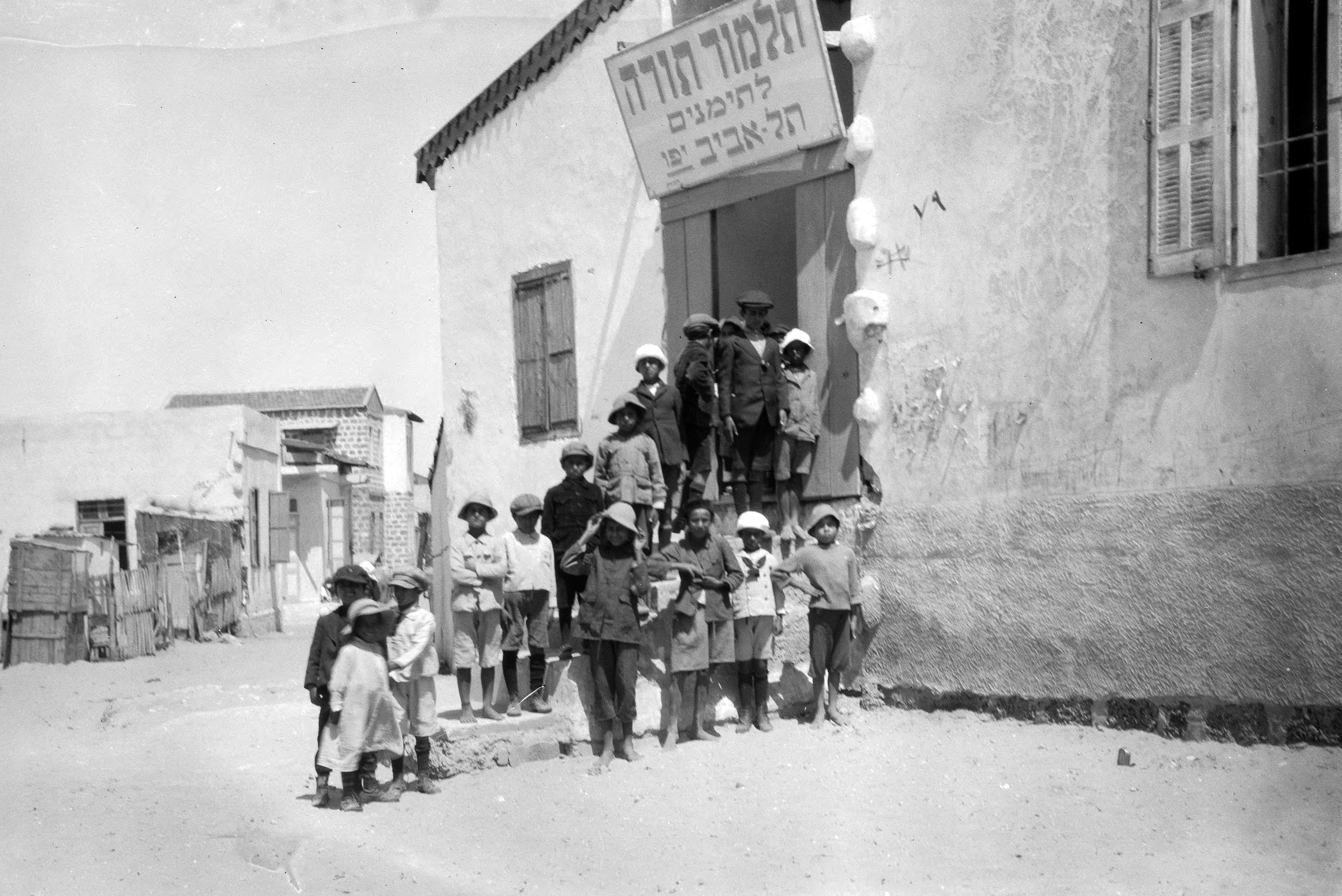
Йеменский Талмуд-тора, начало 1920-х

### 1930-е годы
В 1930-е годы Тель-Авив стал выглядеть как большой город. Большинство улиц имели освещение, на улицах движение не прекращалось и по ночам.

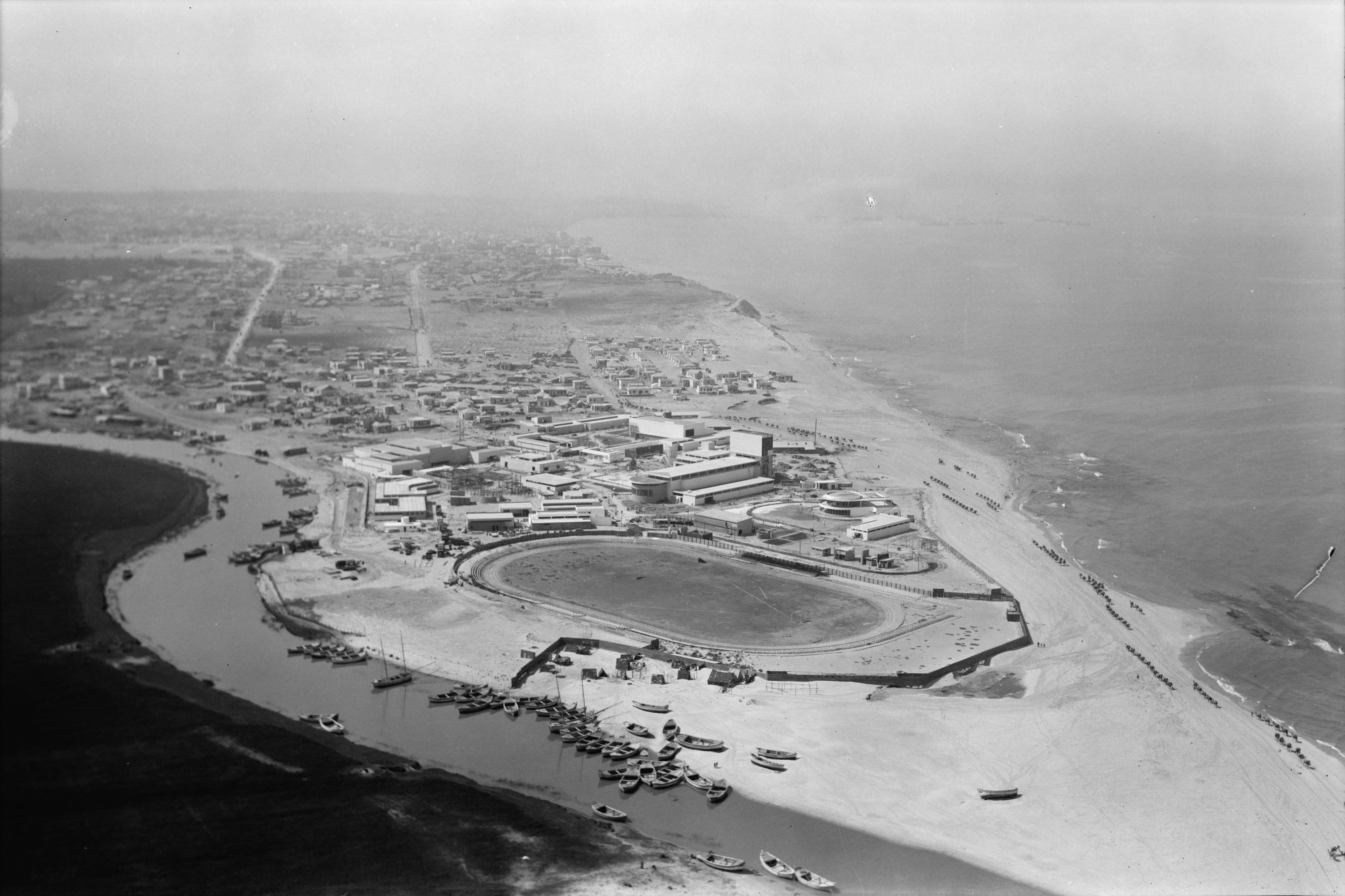
Ярмарка востока, 1932 год

После успеха предыдущей промышленной ярмарки, в апреле 1932 года была проведена новая, под названием «Ярмарка Востока». Мероприятие, в котором участвовал 821 представитель из 24 стран (большинство из Великобритании и Германии), посетили около 286 тыс. человек, были заключены сделки на 178 тыс. фунтов и установлены новые торговые связи. На время ярмарка стала главным развлечением города.
Следующая ярмарка, проведённая с апреля по май 1934 года, стала крупнейшей в период мандата. Для неё был подготовлен новый участок площадью 100 дунамов на севере города, у устья реки Яркон. Из павильонов выделялся спроектированный Кауфманном постоянный палестинский павильон (ивр. ארמון תוצרת הארץ‎). Также свой павильон подготовили британские власти Палестины. В ярмарке участвовал 2861 представитель из 32 стран, её посетили около 600 тыс. человек. Кроме самой ярмарки на выделенной территории проводились лошадиные бега и марафон.
В 1932 и 1935 годах были проведены первые Маккабиады — соревнования еврейских спортсменов, которые придумал Йосеф Йекутиэли в подражание Олимпийским играм. Большинство соревнований проходили в Тель-Авиве. Первую Маккабиаду приурочили к 1800-летию восстания Бар-Кохбы. Одним из центральных событий был бег на 10 км по улицам города. Во второй Маккабиаде участвовали 1350 спортсменов из 28 стран, она длилась 6 дней. Газеты писали, что на её открытие пришло 50 тысяч человек.
В 1932 году руководство еврейской системой образования в Палестине перешло от Всемирной сионистской организации к Национальному совету (Ваад Леуми). Тель-Авив не смог добиться автономии в сфере образования, но с середины 1930-х годов стал контролировать все финансовые вопросы, оставив в ведении Ваада Леуми лишь педагогический аспект. Финансирование школы получали из городского бюджета, от правительства и из родительстких выплат, которые мэрия безуспешно пыталась заменить всеобщим налогом на образование.
С самого начала в Тель-Авиве наряду с общими школами действовали религиозно-сионистские школы движения «Мизрахи», чью педагогическую автономию сионисты признали на Лондонской конфереции 1920 года. В 1921 году в школах этой системы занимались 18 % учеников, в 1925 году — уже 33,5 %. До 1937 года в систему «Мизрахи» входили только начальные школы (после чего их ученики продолжали обучение в общих школах), но затем была открыта первая средняя школа движения — иешива «ха-Ишув ха-Хадаш» (ивр. היישוב החדש‎). Учебная программа была основана на программе общих школ, к которой добавлялись углублённые религиозные занятия. В 1922 году в городе появилась первая независимая школа рабочего движения. Эти школы использовали ту же учебную программу, что и общие школы (хотя до 1936 она не являлась обязательной), но предоставляли ученикам завтраки и обеды и давали им трудовые навыки; ученики также были больше вовлечены в управление школой. В 1930 появился четвёртый тип независимых школ — ультраортодоксального движения «Агудат Исраэль», где преподавание велось на идише. Также существовало несколько ортодоксальных школ, получавших ограниченную поддержку из городского бюджета.
На выборах 1931 года в еврейское законодательное собрание резко усилила своё влияние партия ревизионистов, получившая пятую часть всех голосов. Соперничество между ревизионистами и рабочим движением усугубило объединение движений «Ахдут ха-Авода» и «Ха-Поэль ха-Цаир» в партию МАПАЙ. Ревизионисты стремились продемонстрировать свою силу, особенно в Тель-Авиве. В последний день Песаха 1933 года, 17 апреля, «Бейтар» организовал шествие в честь окончания своего всепалестинского съезда. За несколько дней до этого начались столкновения между ревизионистами и социалистами, дошедшие до драк. В день шествия на улице Алленби собралась толпа членов профсоюза, кибуцев и рабочих молодёжных движений. Когда ревизионисты пытались пройти там, послышались оскорбления (из-за коричневой формы их обзывали «гитлеровцами»), вскоре перешедшие в драки, даже с применением подручных средств. Подоспевшая полиция не смогла полностью разделить противников, в ревизионистов полетели камни. В итоге процессии удалось дойти до своей цели — клуба «Бейтара» на улице Кинг-Джордж, но десятки человек, включая детей и женщин, были ранены. Большинство лидеров МАПАЙ не осудили нападение на шествие, усматривая в нём проявление народного гнева при виде формы, напоминавшей им фашистскую, и считали само шествие провокацией. Ревизионисты рассматривали случившееся как целенаправленное нападение на них левых сионистов. Дизенгоф выпустил прокламацию против насилия, а мэрия решила собрать комиссию по расследованию происшествия, которая признала правоту ревизионистов.

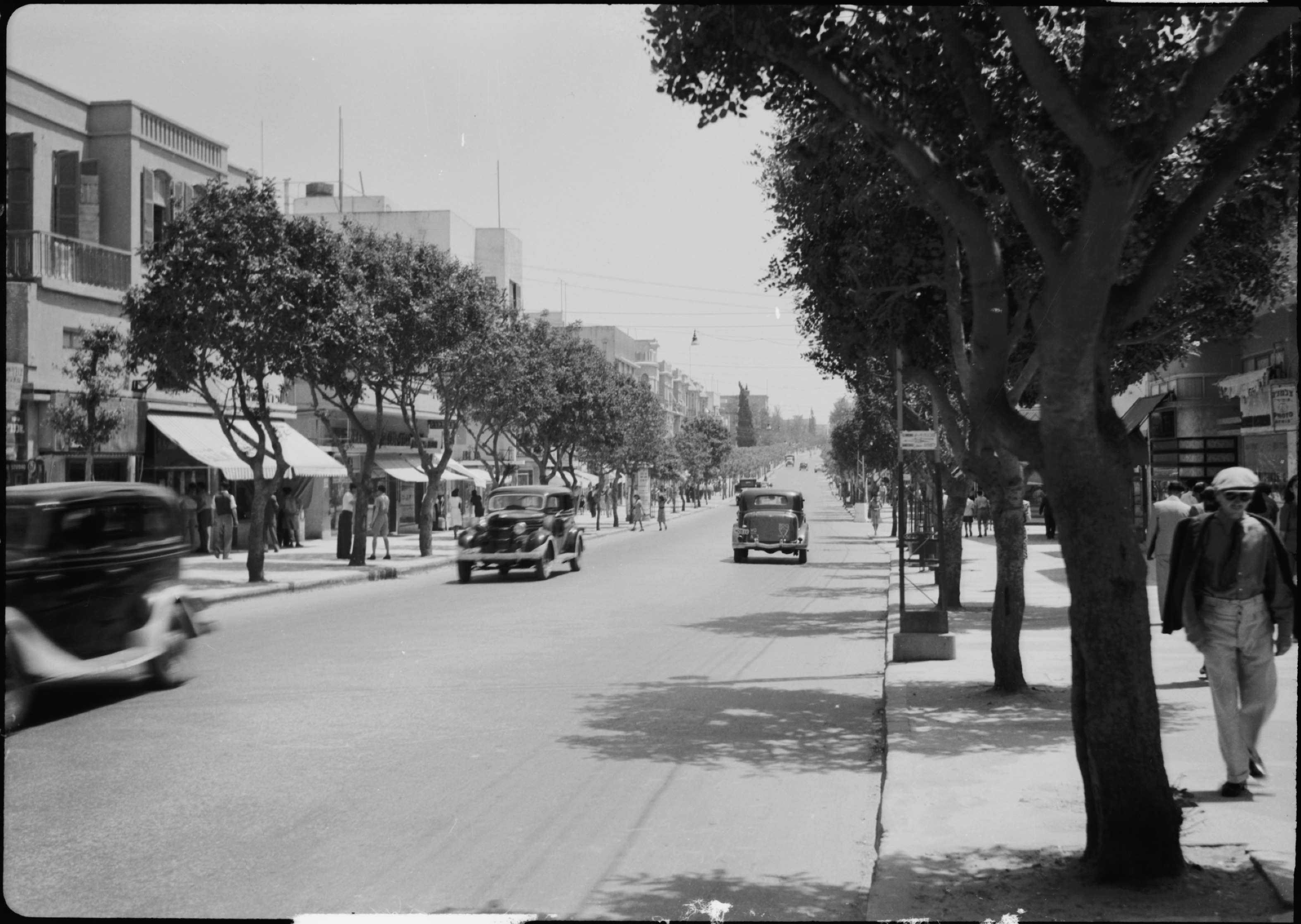
Улица Алленби в 1934 году

Летом 1933 года враждебность сторон достигла своего пика из-за нераскрытого убийства Хаима Арлозорова, главы Политического управления Еврейского агентства. 16 июня, когда Арлозоров прогуливался с женой по берегу моря, к ним подошли двое мужчин. Один отвлёк Арлозорова и ослепил фонариком, а второй выстрелил ему в живот. Преступники бежали, а Арлозоров через два часа скончался в больнице «Хадаса». В городе был объявлен траур, на похоронах присутствовали лидеры ишува и представители британской администрации. Арлозорова похоронили на кладбище на ул. Трумпельдора. В ишуве разгорелись споры о мотиве убийства и личности преступников, многие сразу стали подозревать ревизионистов. 19 июня вдова Арлозорова сообщила, что опознала в одном из убийц Авраама Ставского, члена «Бейтара» и соседа Аббы Ахимеира — идеолога радикальдой ревизионистской группы «Брит ха-бирионим» («Союза бунтарей»). Слухи об аресте Ставского привели к тому, что толпа горожан стала ломиться в отделение полиции и требовать, чтобы им выдали арестованного. Людей пришлось разгонять брандспойтом. 9 декабря ревизионисты провели демонстрацию против ограничений на еврейскую иммиграцию, введённых английскими властями. На улице Алленби демонстранты столкнулись с полицией, в результате столкновения 18 человек были ранены и семеро задержаны. Газеты обвиняли ревизионистов в провокации и осудили насилие против еврейских полицейских. 25 января 1934 года были задержаны два араба, признавшихся в убийстве, что вызвало радость среди ревизионистов, считавших, что их невиновность была доказана. Однако задержание не убедило их противников. Из-за враждебности опасность массовых столкновений существовала постоянно, особенно во время праздников или массовых собраний. 2 марта 1934 года, на праздник Пурим, на углу улиц Алленби и Нахалат-Биньямин началась драка между членами партий, к ним присоединились несколько тысяч празднующих, схватившихся за палки и камни. Каждая сторона обвиняла другую в провокации. Чтобы избежать подобных столкновений, мэрия временно запретила любые молодёжные съезды. После 9 месяцев расследования в убийстве были обвинены Ставский, Цви Розенблат и Ахимеир. Суд продолжался с 23 апреля по 8 июня. В день оглашения приговоров по всему городу патрулировали вооружённые полицейские, а в небе кружили три самолёта. 8 июня суд признал Ставского виновным и приговорил к смертной казни, а Розенблата оправдал за недостатком доказательств. 19 июня многие члены «Брит ха-бирионим» были приговорены к заключению. 20 июля верховный апелляционный суд отменил приговор Ставскому за недостатком доказательств и освободил его. В первую же субботу после освобождения Ставский собирался произнести благословение ха-гомель в центральной синагоге города. Узнавший об этом Бен-Гурион посчитал это оскорблением памяти Арлозорова и решил помешать Ставскому. Когда тот начал произносить благословение, его противники стали кричать «позор убийце» и «уйди, убийца», и скандал быстро перерос в массовую драку. Тогда членов МАПАЙ выдворили из синагоги, а двери заперли. После этого снаружи продолжались столкновения, в которые пришлось вмешаться полиции.
В 1933 году началась пятая алия, многие представители которой приехали из крупных городов центральной Европы (Германия, Австрия, Чехословакия). За период между 1931 и 1936 еврейское население Палестины почти удвоилось, а население Тель-Авива утроилось — с 50 тысяч оно выросло до 150 тысяч человек. Многие иммигранты были состоятельными и образованными людьми: приехали коммерсанты, фабриканты, финансисты и люди свободных профессий. На 1937 год около трети прибывших из Германии евреев (всего около 40 тысяч) проживали в Тель-Авиве. В этот период интенсивно развивались как городская экономика, так и культура. В 1937 году более 40 % капитала, инвестированного в промышленность, были вложены в Тель-Авив. Как и в предыдущие волны алии, быстро вырос строительный сектор, многие сельхозработники из мошав переквалифицировались в строителей. С 1933 по 1935 года частные вложения в этот сектор (7,5 млн фунтов) составили более трети всех вложений в строительство в Палестине. В конце 1935 года, в результате уменьшения притока финансов, наметился экономический спад.
В 1934 году, посли принятия закона, касающегося муниципалитетов, Тель-Авив получил статус города, а Дизенгоф стал его мэром.
В начале 1936 года тяжело больной Дизенгоф был в очередной раз переизбран на пост мэра, но через 9 месяцев после этого скончался. Совет назначил на его место Моше Шлуша, но из-за интриг недовольных им правых фракций британская администрация отменила это решение и сменила Шлуша на его заместителя, Исраэля Рокаха.

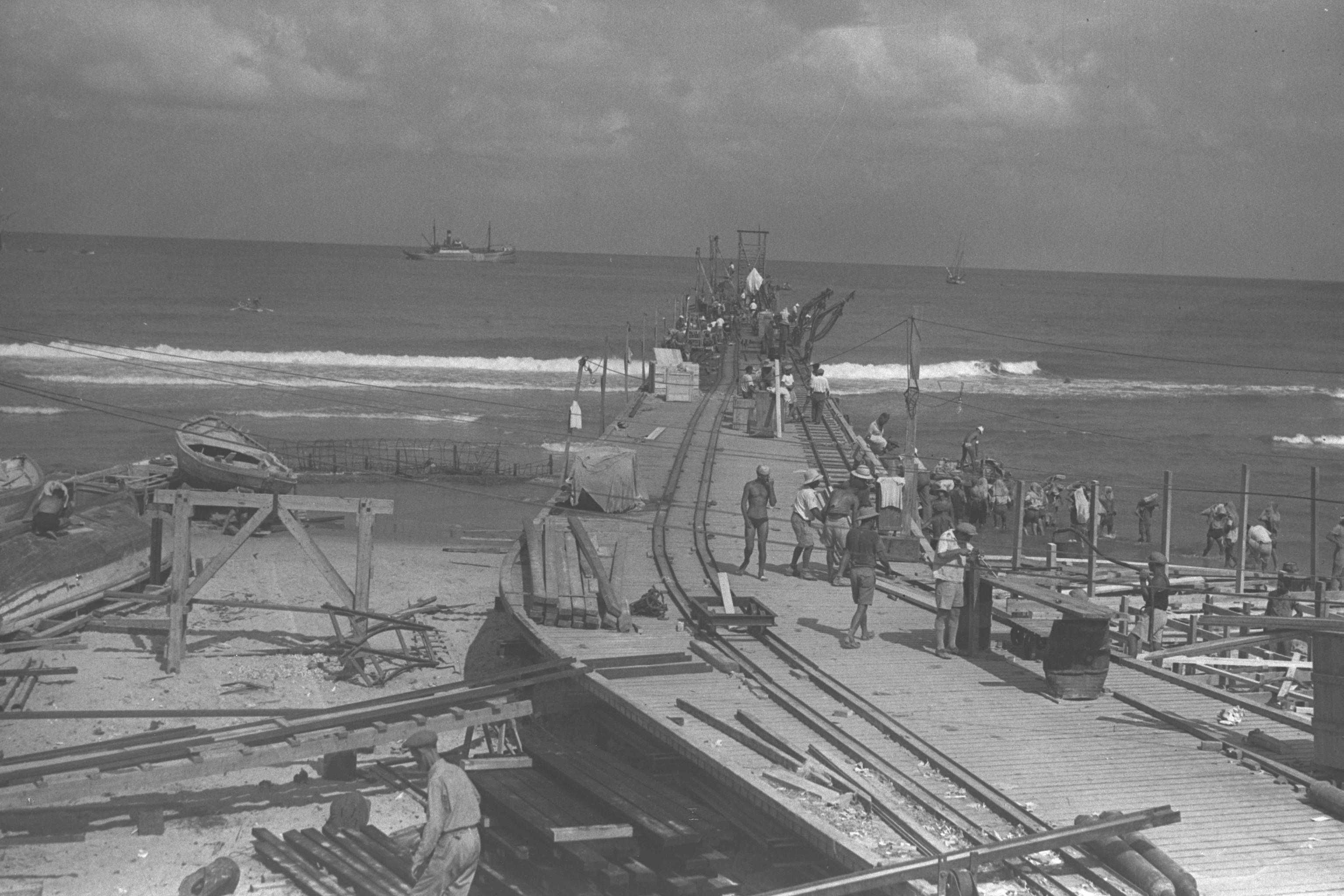
Строительство первого волнолома тель-авивского порта

В середине 1930-х годов усилилось недовольство арабов еврейской иммиграцией и английским мандатным правительством, напряжение между евреями и арабами возрастало. В ноябре 1935 года арабские партии потребовали от Верховного комиссара Палестины Артура Уокопа прекратить иммиграцию евреев и передачу им земель, а также образовать арабские государственные институты. Британские власти отвергли их требования. В декабре 1935 года Уокоп предупреждал, что на весенние праздники (Песах, Пасха и праздник Наби-Салаха) в Палестине возможны межэтнические столкновения. Несмотря на это, праздники прошли относительно спокойно, не считая беспорядков, произошедших 17 апреля на похоронах тель-авивца, убитого на дороге в Хайфу. После праздников распространились ложные слухи, что евреи убили в Тель-Авиве двух арабов. 19 апреля в Яффе начался погром, вооружённая прутьями и палками арабская толпа нападала на встретившихся им евреев, за 3 часа беспорядков погибло 9 и было ранено 57 человек. Когда новости дошли до Тель-Авива, начались столкновения в пограничных районах. Город заполнили более 12 тысяч беженцев из Яффы и прилегающих к ней районов. Дизенгоф призывал жителей к порядку и сдержанности, но на следующий день погибло ещё 6 евреев, многие были ранены. В Маншийе, Керем-ха-Тейманим и Абу-Кабире прошли собенно ожесточённые столкновения. Чтобы остановить беспорядки, полиция перекрыла дороги между городами и ввела комендантский час. 1 апреля 1936 года арабское руководство объявило всеобщую забастовку, что привело, в частности, к прекращению работы яффского порта. Это сказалось и на экономике Тель-Авива, и городские власти в очередной раз потребовали у властей одобрить строительство грузового причала в самом городе. В мае планы были одобрены, и вскоре причал был возведён, 19 мая приняв первый корабль. Тем временем продолжались акты насилия. 23 июля в школу в Керем-ха-Тейманим было брошено взрывное устройство, 9 учеников были ранены, взрывное устройство бросили также на ул. Кармель. 16 августа с проезжающего поезда взрывчатку бросили у улицы Герцля, погиб один ребёнок, 19 прохожих было ранено. В ответ происходили нападения на арабских прохожих в Тель-Авиве, 16 октября двое арабов были застрелены на бульваре Керен-Кайемет. Больше всего страдал изолированный еврейский район Ха-Тиква, где до конца октября 1936 произошло около 50 нападений. Британская армия развернула большие силы для борьбы с арабским восстанием, и в июне 1936 года военные части установили контроль над старой Яффой. В итоге 11 октября 1936 года всеобщая забастовка прекратилась, атмосфера успокоилась, а многие беженцы вернулись домой. В июне 1938 восстание возобновилось, считается, что столкновения достигли нового пика 8 сентября. 5 июня приговорили к смерти боевика еврейского подполья «Иргун» Шломо Бен-Йосефа, отчего ревизионисты вышли на демонстрации протеста. 29 июня, в день казни, на главных улицах города начались беспорядки. Кроме того, «Иргун» возобновил нападения на арабов в окрестностях Тель-Авива. 5 июля много арабов погибло и было ранено в засадах и при детонации взрывных устройств в Маншийе, на дорогах, ведущих в город, и на рынке Кармель; в ответ арабы нападали на евреев. Оба мэра — и Тель-Авива, и Яффы — обратились к властям с просьбой прекратить насилие. Полиция опять объявила комендантский час. Несмотря на призывы Рокаха успокоиться, «Иргун» продолжал нападения. Крупнейшим из них был взрыв на центральном рынке Яффы 26 августа 1938 года, где погибли 24 араба и ранены десятки посетителей. 18 октября было введено военное положение, войска вошли в Яффу и другие проблемные районы. Хотя насилие не прекратилось, постепенно жизнь вернулась в обычное русло. Даже в пограничных районах люди опять ходили в кафе, евреи вновь стали пользоваться яффским портом. Окончательно атмосфера успокоилась с началом Второй мировой войны.
В первые годы в городе не было канализации, нечистоты собирали в отстойниках, после чего в бочках вывозили к морю и сливали туда. В 1934 году началась постепенная прокладка канализации, и к 1944 году было проложено около 50 км труб, к которым были подключены 2135 домов (менее трети от общего количества домов Тель-Авива). Сточные воды сливали в Яркон и в море недалеко от берега, отчего река была сильно загрязнена. В 1947—1948 годах была проложена главная северная труба, выходящая на 175 м в море. До окончания британского правления стоки никак не очищались. С середины 1930-х по начало 1940-х годов были построены также коллекторы для дождевых вод, проходящие от проспекта Керен-Кайемет до ул. Базель и от ул. Кинг-Джордж до моря. Последующие проекты подобных отделённых от канализации систем так и не были реализованы. Водоснабжение Тель-Авива осуществлялось за счёт подземных вод, в 1937 году в городе было 17 насосных станций, поставляющих 9 млн м³ воды.

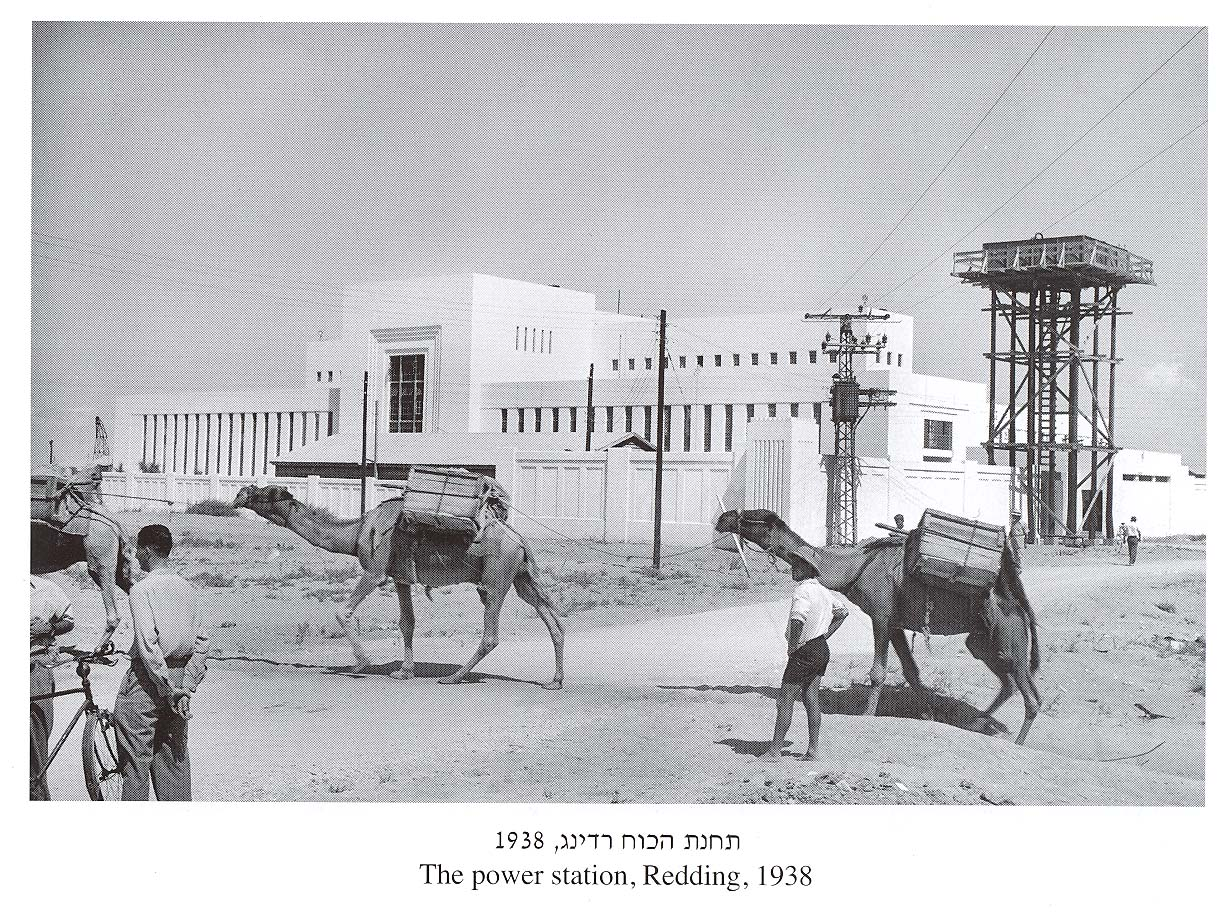
Электростанция Рединг, 1938 год

В 1938 году в устье Яркона начала работать электростанция Рединг. Её паровые турбины производили 12 МВт⋅ч, что составляло на тот момент 1/5 мощностей всей Палестинской электрической компании.
В 1936 году начала работать городская телефонная станция, в 1938 — АТС. Также в 1938 году в Тель-Авив из Яффы перешёл телеграф и появилась прямая связь с Каиром и Бейрутом.
17 мая 1939 года англичане опубликовали Белую книгу, ограничившую еврейскую иммиграцию. В Тель-Авиве это вызвало протесты, все мероприятия были отменены, а магазины закрылись. По улице Алленби прошла демонстрация ревизионистов; когда она дошла до площади ха-Мошавот, где располагались госучреждения, начались столкновения с полицией, в которых были раненые. Протестующие ворвались в управление земельного кадастра и подожгли его. На следующий день еврейские национальные организации объявили всеобщую забастовку, по улицам Тель-Авива прошла демонстрация, в которой участвовали около 70 тыс. человек. Раввины объявили в этот день пост, в синагогах проводились молитвы. В ответ на публикацию Белой книги «Иргун» возобновил нападения — 20 июля в городе и окрестностях погибло 9 и было ранено 5 арабов. После этого власти вновь ввели в городе комендантский час на двое суток.
В 1930-е годы в Тель-Авиве приставали несколько кораблей, перевозивший еврейских нелегальных иммигрантов. В августе 1934 года греческий корабль «Унион» с сотней евреев на борту причалил на севере города, у устья Яркона. Пассажиры смогли сойти на берег, но около 60 из них были задержаны и отправлены в тюрьму Акры. 23 августа 1939 года отчаливший из румынского порта Констанца корабль «Парита» сел на мель у берега напротив гостиницы «Риц». Иммигрантов переправили на берег в лодках, в операции участвовали тысячи жителей, которые помогли их прятать по всему городу. 1 сентября 1939 года, в день начала войны, судно «Тайгер Хилл», рейс которого организовала «Хагана», было обнаружено патрульным кораблём, открывшим предупредительный огонь. В результате три человека погибли, а корабль посадили на мель. Около 400 человек смогло скрыться в толпе, остальных отправили в Сарафанд.

### Вторая мировая война и борьба с британцами (1939—1948)

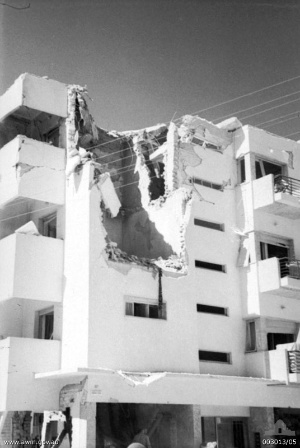
Последствия итальянского налёта, 1940

В годы Второй мировой войны Тель-Авив дважды подвергался бомбардировкам. После полудня 9 сентября 1940 года от 5 до 15 итальянских самолётов, взлетевших с Родоса, за 40 секунд сбросили не менее 56 бомб. Большинство упали в центре и на севере города и в районе деревни Сумейль. Всего погибло 125 человек. Бомбардировка привела к созданию службы гражданской обороны, город на свои средства стал готовить укрытия и укреплять службы скорой медицинской помощи. Второй раз Тель-Авив бомбили 12 июня 1941 года, на этот раз немецкие бомбардировщики. Жителей успели предупредить и они укрылись; большинство бомб упало на открытой местности. Одна бомба ударила в дом инвалидов на улице Билу, где погибло 12 пациентов.
После окончания Второй мировой возобновилась борьба евреев против британских властей, многие столкновения происходили в Тель-Авиве. В ответ британцы многократно вводили в городе военное положение и парализовывали его жизнь.
3 февраля 1946 года боевики «Иргуна» напали на базу отдыха английских ВВС на улице Жаботинского, 21 февраля части «Пальмаха» и «Хейль-саде» атаковали станцию британской мобильной полиции (англ. Police Mobile Force) в Сароне, в ходе нападения погибли четыре бойца «Пальмаха». 18 июня «Иргун» похитил пятерых английских офицеров, чтобы обменять их на своих членов, захваченных англичанами. Чтобы прекратить нападения и наказать евреев, англичане ввели в городе комендантский час на 15 дней и на второй его день (29 июня) провели операцию «Агата», также известную как «Чёрная суббота». Во время операции все пути в город были перекрыты, а армия провела широкомасштабные обыски и задержала множество людей. Армия взяла под контроль весь квартал вокруг железнодорожной станции и Бейт-Хадар и превратила его в укреплённый военно-административный центр. 22 июля, после взрыва в гостинице «Царь Давид», власти пришли к выводу, что именно Тель-Авив является центром еврейских вооружённых формирований, и провели операцию «Акула», продолжавшуюся 84 часа, на которые армия полностью подчинила себе город, включая городские службы. По её итогам было задержано 787 человек и обнаружены 5 складов с оружием, крупнейший из них — в подвале главной городской синагоги. В феврале 1947 года, после нападения «Иргуна» на госучреждения около Бейт-Хадар, армия выселила всех жителей квартала и закрыла все магазины. После нескольких нападений еврейских подпольных сил, в которых погибло около 20 арабов, 1 марта 1947 года власти ввели в городе комендантский час с полным запретом на выход из дома на 17 дней.
В августе 1947 года, чтобы надавить на глав еврейской общины и заставить их бороться с подпольными организациями, Верховный комиссар Алан Каннингем задержал многих еврейских общественных лидеров, в основном ревизионистов. В число задержанных входил и мэр Тель-Авива Исраэль Роках, но он был вскоре отпущен после просьб Бен-Гуриона, не желавшего, чтобы Роках набрал большой политический вес.

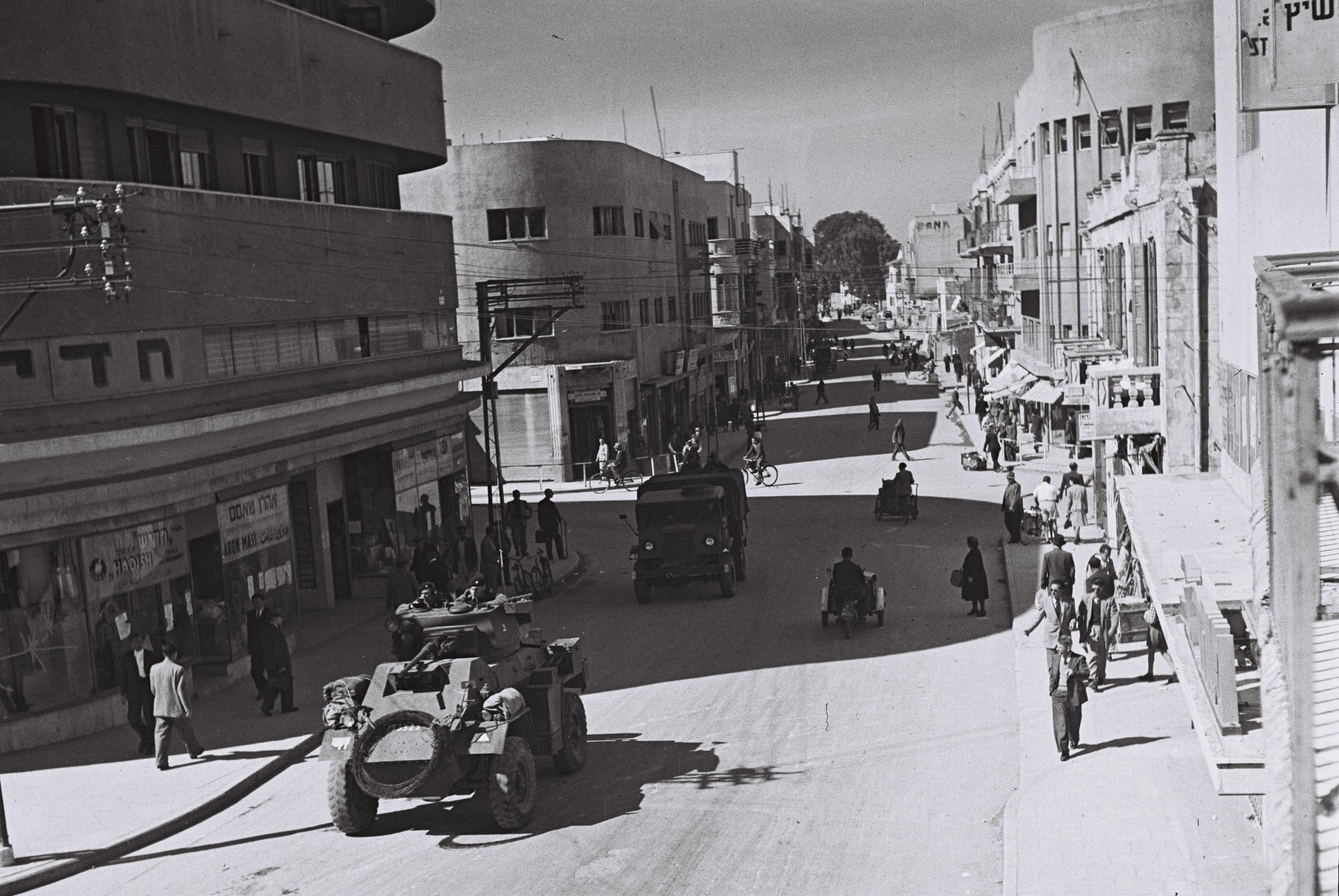
Британский патруль на улице Нахалат-Биньямин во время перерыва комендантского часа, 1947

В начале 1946 года в ответ на политику Великобритании и деятельность еврейских подпольщиков палестинские арабы объявили полный бойкот евреев. В пограничных районах вновь начались столкновения, из Маншийе нередко обстреливали Тель-Авив. Напряжение усилилось из-за преступления, произошедшего 10 августа 1947 в кафе «Ган Хаваи» на реке Яркон. Преступники в британской фоенной форме ворвались в заведение и ограбили присутствующих и кассу, в перестрелке с хозяином и охранником погибло четверо. Причиной происшествия была вражда между двумя арабскими кланами, но в еврейской общине посчитали, что оно имело националистические мотивы. 12 августа начались вооружённые столкновения евреев и арабов, до 15 августа было ранено около 80 человек. Очередной комендантский час ослабил напряжение, но из пограничных районов бежали многие жители. 15 августа «Хагана» подорвала дом в деревне Сумейль, где, по их информации, располагался склад оружия; в результате погибли мать и шестеро детей. Лидеры обеих сторон призывали общины к прекращению нападений, и в середине августа положение успокоилось.
Вечером 29 ноября 1947 года, в день голосования в ООН по плану раздела Палестины, жители собрались на крупных площадях и следили за ходом голосования, которое транслировалось по громкоговорителям. Когда стал известен итог голосования, люди стали праздновать и петь «Ха-Тикву». По городу были развешаны еврейские бело-голубые флаги, а многие кафе бесплатно раздавали напитки.

## Война за независимость

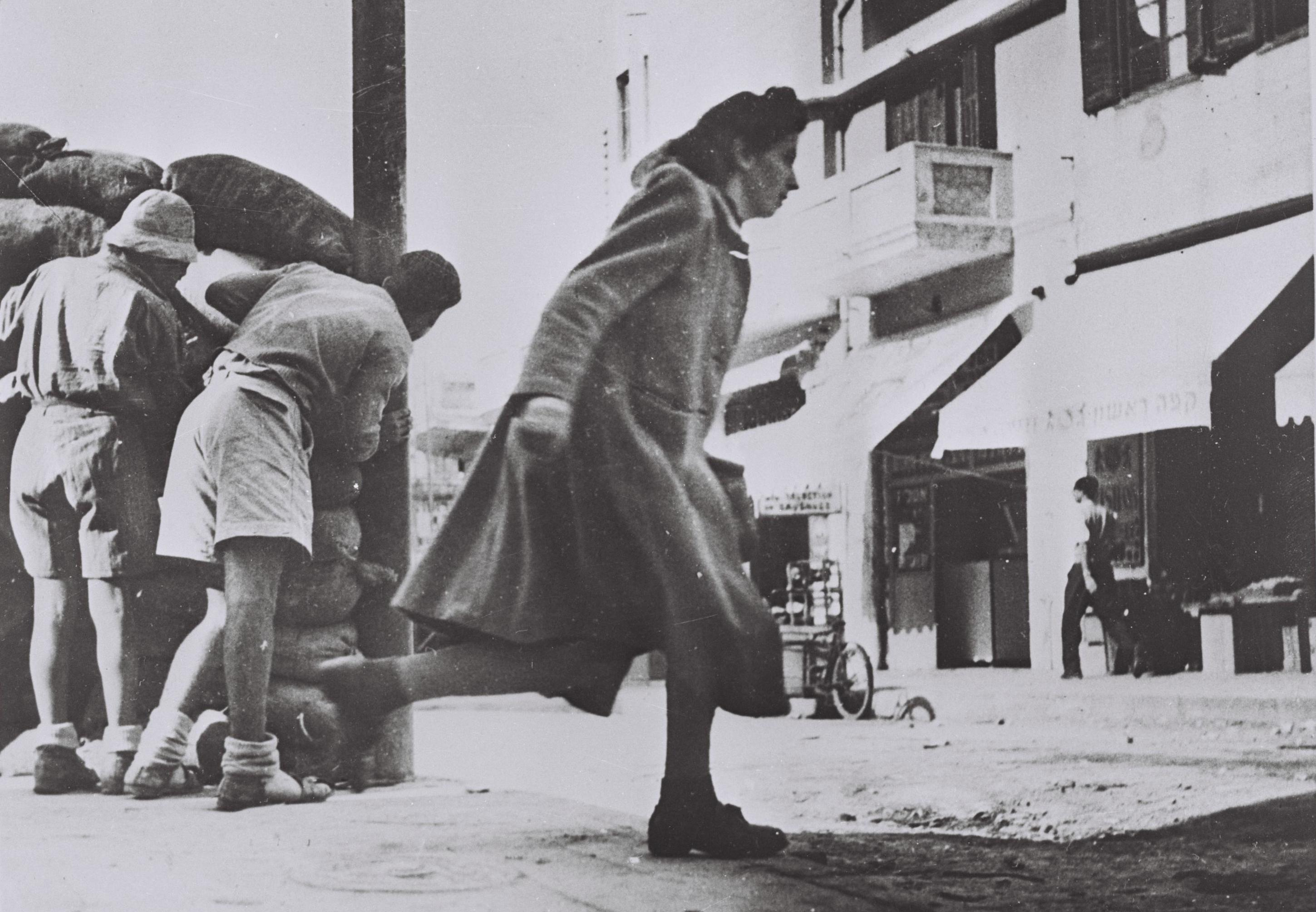
Жители города укрываются от огня снайперов, 1948

На следующий же день после принятия решения ООН о разделе Палестины начались единичные перестрелки и столкновения между сторонами. «Хагана» готовилась к обороне города, но слухи о крупномасштабном нападении оказались неверными. Тем не менее, пограничные районы постепенно покидали жители. 5 декабря отряды «Хейль-саде» провели операцию на окраине деревни Салама, но встретили отпор арабов и британского патруля. 8 декабря Хасан Саламе, командующий арабскими отрядами в Яффе и центральной Палестине, организовал атаку на район Ха-Тиква, которая была отбита. 7 декабря лидер «Хаганы» Галили предложил предпринимать действия против арабского транспорта в Яффу, и Бен-Гурион одобрил эту идею, призвав в то же время избегать столкновений с британскими силами. В это время арабские лидеры из Яффы и еврейские фермеры и бизнесмены из Тель-Авива во главе с мэром смогли достичь соглашения о прекращении столкновений хотя бы до марта, когда заканчивался сезон экспорта цитрусовых. После некоторого сопротивления Бен-Гурион согласился на перемирие, и атмосфера немного успокоилась. Тем не менее, умеренные арабские представители Яффы не смогли убедить Верховный арабский комитет достичь постоянного перемирия, и арабские отряды стали совершать нападения на Холон и дорогу Тель-Авив — Иерусалим. Всё это время продолжались мелкие стычки. «Хагана» в основном действовала в пограничной зоне, в то время как «Иргун» и ещё одна еврейская боевая организация «Лехи» совершали нападения в центре арабских поселений. Взаимные нападения привели к тому, что покидать оба города или ехать в них стало опасно для жизни. 16 декабря английские полиция и армия покинули Тель-Авив и расположились на границе с Яффой. 2 января 1948 года Бен-Гурион одобрил план «Хаганы» блокировать Яффу, хотя на тот момент у евреев едва хватало сил на оборону Тель-Авива.
В самом городе продолжалась жизнь, кафе и прочие заведение были открыты и полны посетителей, но в то же время многие жители Тель-Авива и Яффы стали беженцами. К середине января город был почти окружён арабскими силами. 22 января отряд «Хаганы» попытался прорвать заслоны на дороге у деревни Язур, которые не позволяли осуществлять сообщение с Иерусалимом. Рейд закончился неудачно, 7 бойцов погибли. В ответ «Хагана» взорвала водовод у Холона и заложила мины на некоторых дорогах вокруг Яффы. Обеспокоенные этим англичане, чтобы не дать евреям захватить стратегически важную дорогу Яффа — Лод, взорвали пост «Хаганы» на дороге и вновь ввели войска в Тель-Авив. После этого «Хагана» прекратила нападения на арабский транспорт. Также на протяжении января опустели некоторые арабские деревни на севере города, жители которых бежали, многие переселились в Шейх-Муаннис.
В феврале продолжались обстрелы с обеих сторон, пограничную зону обстреливали снайперы, в Яффу прибывали добровольцы Арабской освободительной армии (АОА). «Хагана» несколько раз атаковала окружающие деревни, в основном неудачно. В боях 28—29 февраля погибло 17 её бойцов. В ответ 13 марта была предпринята окончившаяся неудачей атака на деревню Абу-Кабир, контролировавшую дорогу из Яффы в Холон. В конце февраля, когда было принято решение сделать главным еврейским аэродромом Сде-Дов, распространились слухи, что в расположенную по соседству деревню Шейх-Муаннис прибывают арабские добровольцы из-за границы. «Хагана» потребовала, чтобы все арабские бойцы покинули деревню, и 20 марта окружила её. Вскоре все 3000 жителей покинули Шейх-Муаннис.
В рамках плана «Далет», предполагавшего переход «Хаганы» к наступательным действиям и подчинение городов со смешанным населением, планировалось окружение Яффы (так называемая операция «Хамец»). Яффа со своим преимущественно арабским населением по плану раздела Палестины должна была стать анклавом арабского государства, окружённым еврейской территорией, и служить его портом. Считалось, что яффский анклав представлет собой угрозу соседнему Тель-Авиву, так как контролирует дороги, связывающие его с Иерусалимом и югом Палестины. В Яффе размещались английские войска, поэтому было решено окружить город и отрезать его от деревень, лежащих восточнее. Ожидалось, что это приведёт к сдаче города без боя.
25 апреля, за два дня до начала операции, отряд «Иргуна» численностью около 600 человек без согласования с «Хаганой» атаковал Маншийе. Через три дня упорных боёв еврейские бойцы захватили этот район, но при продвижении оттуда на юг столкнулись с английскими частями. В ответ англичане начали артиллерийский обстрел Тель-Авива. После этого «Иргун» начал переговоры с англичанами, в итоге согласившимися оставить Маншийе под еврейским контролем, при условии, что бойцов «Иргуна» сменят отряды «Хаганы».
Сама операция «Хаганы» началась 28 апреля. На севере наступала бригада «Александрони», захватившая деревни Хаирия, Сакия и Кафр-Ана. Бригада «Кирьяти» обстреливала деревни Салама, Маншия и Джабалия, прикрывая основные силы. Бригада «Гивати» наступала на юге на хорошо укреплённую деревню А-Риш. При помощи артиллерии деревню удалось захватить за несколько минут, но через два часа предприняло контратаку формирование АОА численностью в 300 человек, которым удалось выбить оттуда отряд «Хаганы», остатки которого отступили. 30 апреля бойцы «Гивати» атаковали лежащий восточнее Язур, захватив его почти без сопротивления. В результате операции Яффа была отрезана от окружающих деревень. Прямым последствием операции являлось прекращение обстрелов Тель-Авива и устранение угрозы еврейскому движению по дорогам, ведущим в город.
Жители Яффы начали ощущать нехватку продуктов, а арабские добровольцы из АОА стали мародёрствовать. Жители стали покидать Яффу по морю, ежедневно уплывали 5-8 тыс. человек. В итоге большая часть арабского населения бежала. Город окончательно капитулировал 13 мая, после вывода английских войск.

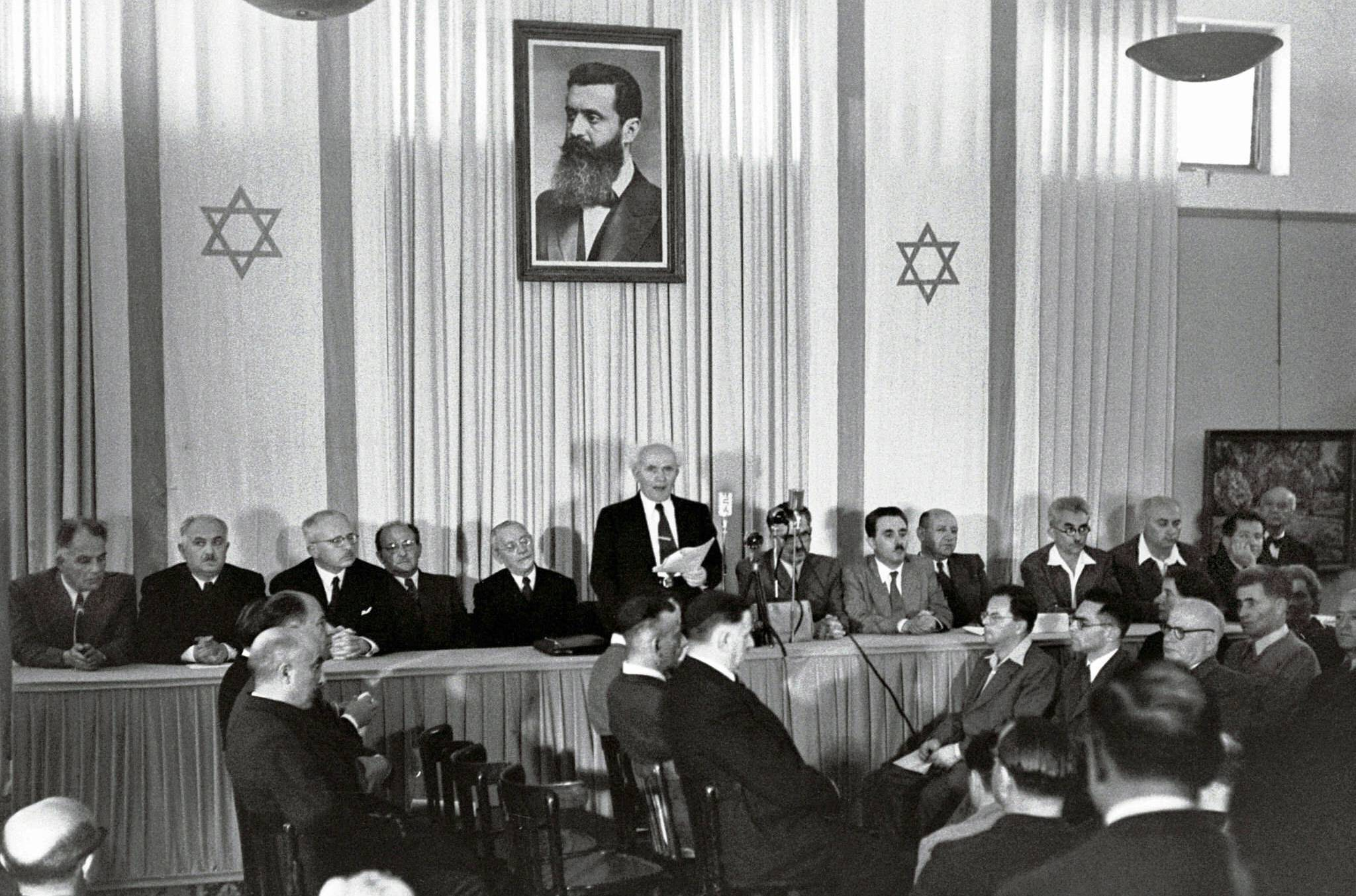
Бен-Гурион провозглашает независимость Израиля, 14 мая 1948

С началом полномасштабной войны Тель-Авив стал временной столицей еврейского государства. 14 мая 1948 года в городском музее (бывшем доме Дизенгофа) состоялась церемония провозглашения независимости государства Израиль. На ней присутствовала вся верхушка еврейской общины. Сама церемония длилась 32 минуты и транслировалась по радио. После окончания толпы вышли на улицы праздновать, в то время как мэрия расклеивала объявления о призыве в армию и затемнении. Город выполнял роль столицы до декабря 1949 года. Здания в Сароне, которую стали называть «Кирья», стали использовать различные министерства, туда были подведены дороги. На следующий день после этого город впервые бомбили египетские самолёты. Вторая бомбардировка, 18 мая, привела к гибели 41 человека. После этого налёты состоялись 20 мая и 3 июня, но они нанесли лишь небольшой ущерб. Всего от налётов погибло 172 и был ранен 321 человек, пострадало 245 домов.
22 июня 1948 года, во время первого перемирия в войне, у берегов Тель-Авива произошло событие, сыгравшее большую роль в становлении еврейского государства. К берегу подошёл корабль «Альталена», купленный «Иргуном» во Франции и везущий оружие для организации и еврейских репатриантов. К тому моменту «Иргун» уже влился в израильскую армию, за исключением отрядов в Иерусалиме. Вначале корабль собирался разгрузить оружие в посёлке Кфар-Виткин, но когда стало ясно, что правительство не согласно передать часть оружия независимым отрядам «Иргуна», 21 июня он отплыл в сторону Тель-Авива, где движение имело широкую поддержку. Корабль посадили на мель напротив гостиницы «Риц», где располагался штаб «Пальмаха». Бен-Гурион боялся, что «Иргун» подчинит себе Тель-Авив, и приказал перекрыть дороги в город. Тем не менее, отряды «Иргуна» продолжали прибывать в Тель-Авив, и между 22 и 25 числами июня он имел там преимущество в людях и вооружении. В час ночи 22 июня «Пальмах» стал обстреливать из гостиницы лодки, спускавшиеся с корабля. Днём стало ясно, что артиллеристы бригады «Кирьяти» не выполнили приказ стрелять по кораблю. Тогда по приказу Бен-Гуриона этим занялся непосредственно командир «Пальмаха» Игаль Алон, и в 17:00 начался обстрел корабля. Увидев это, бойцы «Иргуна» захватили штаб пограничных войск на улице ха-Яркон, бойцы «Кирьяти» и «Иргуна» бились друг с другом на прибрежных улицах города, хоть и не применяя огнестрельное оружие. «Иргуну» удалось захватить бронетехнику, оружие и боеприпасы. В результате обстрела корабль загорелся, по спасающимся с него людям продолжали стрелять. В итоге 15 человек погибло. После гибели корабля на севере города, в Махане-Йона, собрались части «Хаганы» и «Пальмаха», а на юге — отряды «Иргуна». Армия объявила в городе комендантский час, по улицам ездили броневики и разгоняли собравшихся людей. Многие тель-авивцы, жившие у моря, покинули дома, думая, что корабль может взорваться. «Пальмах» задерживал всех, кого подозревал в причастности к «Иргуну», а под утро 23 июня захватил «Мецудат-Зеэв» — штаб-квартиру ревизионистов. Отряд «Пальмаха» ворвался в здание, стреляя из автоматов и бросая гранаты. В тот момент в здании ночевали репатрианты, один из которых погиб в ходе захвата, ещё двое были ранены. Во время похорон погибших с корабля начались беспорядки, но «Пальмах» разогнал толпу. Следующей ночью Игаль Алон собирался захватить также штаб «Иргуна» на улице Иехуда ха-Леви, но под давлением Национального собрания отказался от этих планов. Большинство бойцов «Иргуна» бросили тяжёлую технику и разошлись, некоторые вернулись в свои части в армии, другие отправились в Иерусалим, где организация продолжала действовать независимо.
В Тель-Авиве впервые собрался кнессет (израильский парламент), именовавшийся поначалу «Учредительным собранием». Первые заседания проходили в Тель-Авивском музее, когда последний ещё располагался в Доме Дизенгофа на бульваре Ротшильда. С 8 марта по 14 декабря 1949 года заседания проходили в тель-авивском кинотеатре «Кесем», располагавшемся на площади Кнессета (Кикар ха-Кнессет) между улицей Ха-Яркон и Тель-Авивской набережной, — в месте, где в 1993 году был возведён офисно-жилой комплекс с торгово-развлекательным центром «Мигдаль ха-Опера». Заседания кнессета проходили также в тель-авивской гостинице «Сан-Ремо».

## В составе Израиля

### 1949—1950-е годы
В конце 1949 года кнессет и правительство перебрались в Иерусалим. Тем не менее, многие отделения министерств остались в Тель-Авиве, где некоторые остаются и в XXI веке.
После завершения войны в стране осталась в силе карточная система и был введён режим жёсткой экономии (ивр. צנע‎, «ц́ена»). Чтобы обеспечить минимальные потребности большого количества репатриантов, продукты питания, а с лета 1950 года также обувь и одежда выдавались населению по карточкам. Нехватка продуктов первой необходимости привела к расцвету чёрного рынка, с которым власти безуспешно боролись. Инспекторы проверяли не только магазины, иногда дело доходило до обысков посетителей кафе и частных домов, а в октябре 1950 года полиция и армия перекрыла все пути в город и обыскивала всех въезжающих. Тем не менее, борьба была неэффективной, и весной 1951 года даже муниципалитет признал, что покупает материалы для школ и больниц на чёрном рынке. Неспособность правительства своевременно снабжать население и активность на чёрном рынке привели к тому, что в 1952 году карточную систему резко сократили, а в 1959 — полностью отменили.
В мае 1949 года к Тель-Авиву были присоединены северные районы Яффы, а в апреле 1950 года — вся Яффа. Во время арабо-израильской войны Яффу покинуло большинство населения, в городе осталось лишь около 5 из 73 тыс. жителей. Арабское население Яффы переселили в районы Аджами и Джабалия, которые находились под контролем военной администрации до 1950 года. Вскоре в брошенных домах поселились 45 тысяч евреев, в основном, недавно прибывших репатриантов из балканских стран. В 1955 году евреи составляли уже 2/3 населения района. К концу 1950-х в Маншийе проживало 13 тысяч, а в Абу-Кабире — около тысячи человек. В 1955 году город стал переселять жителей старой Яффы (т. н. «Большая зона») в построенный для них район Цахалон. В 1957 году начался снос аварийных зданий.
С 1948 по 1950 годы благодаря притоку репатриантов население выросло на 100 тыс. человек. После этого рост населения резко замедлился и до 1963 года составлял не более 1 % в год. Волны репатриантов изменили состав населения, в городе появилось много евреев североафриканского и азиатского происхождения. После быстрого расширения муниципальной территории с 1948 (25,5 тыс. дунам) по 1952 год (48,5 тыс. дунам) она почти не изменялась, до 1973 года прирост территории составил всего 1,1 тыс. дунам.

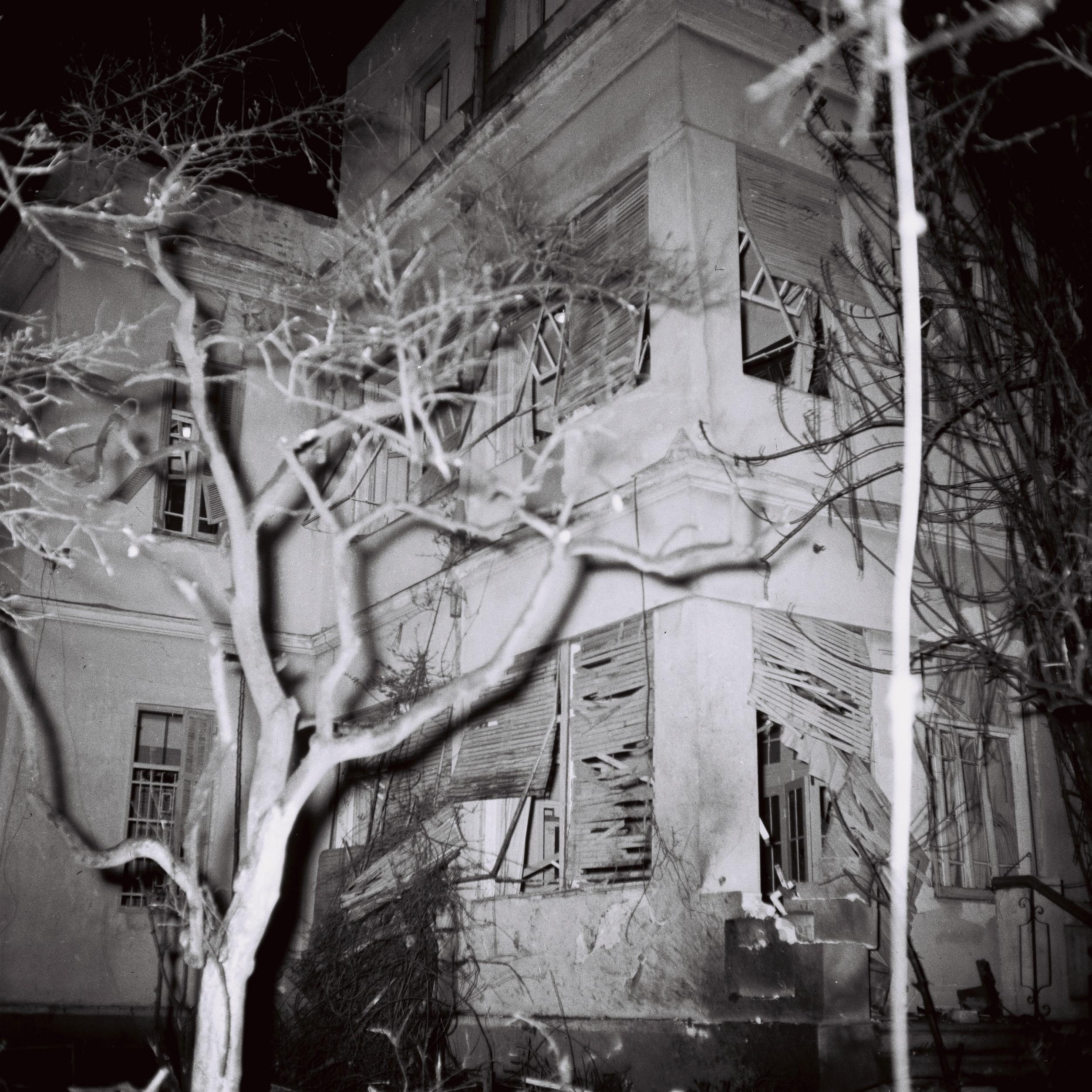
Пострадавшее от взрыва здание советской мисии, 1953

И после переноса госучреждений город оставался сценой важных политических событий. Важную роль в городской политике играла партия «Херут», созданная выходцами из «Иргуна». Её лидер Менахем Бегин в первый раз после выхода из подполья выступил именно в Тель-Авиве и потом неоднократно собирал там своих сторонников. В городе также были активны различные подпольные группы. Например, в 1952 году в дом члена парламента Давида Пинкаса, противника движения транспорта по субботам, дважды было брошено взрывное устройство. В том же году в ответ на процесс Сланского взорвалась бомба у посольства Чехословакии. 12 февраля 1953 года, в разгар «дела врачей», в советской миссии в Тель-Авиве сработало 30-килограммовое взрывное устройство, в результате чего были тяжело ранены три человека. Это привело к разрыву отношений между СССР и Израилем.
В 1950-е годы муниципалитет боролся за сохранение широкой автономии, которой он пользовался в подмандатный период. Правительство не было заинтересовано сохранять его автономию, так как это положение дел вступало в противоречие с политикой централизованного руководства, характерного для Израиля того времени. Кроме этого, в первые годы существования государства власти придерживались политики рассредоточения населения, чтобы избежать концентрации большей его части на прибрежной полосе между Тель-Авивом и Хайфой и быстро заселить малонаселённые районы страны. Так, в 1949 году был подготовлен план строительства 72 новых городов в центре и на севере страны. Муниципалитет боялся, что подобная политика приведёт к оттоку жителей, и выступал против неё. Позже мэр города Мордехай Намир утверждал, что прекращение строительства в прибрежной полосе привело к росту цен на жильё и задержке ликвидации трущоб.
В 1953 году было введено новое административно-территориальное деление страны, в результате чего появился Тель-Авивский округ. В это время большая часть областей, например образование и здравоохранение, перешли под контроль соответствующих министерств, которые определяли политику в своей области. С этого момента в ведении городских властей остались только обеспечени услуг и финансы.
В 1950-е и 1960-е годы продолжалось модернизация Тель-Авива: здания становились выше, прокладывали новые дороги, через Яркон был перекинут мост Бар-Иехуда. С 1952 по 1972 год количество автомобилей, принадлежавших жителям, выросло более чем в 5 раз (с 7575 до 47 683). В 1950-е годы часть транспортных проблем города решили расширением проезжей части основных улиц за счёт тротуаров. Другим решением транспортных проблем было превращение нескольких сотен улиц в односторонние в 1950-е и 1960-е годы, благодаря чему расширилась их пропускная способность и появились новые места для парковок. В 1950 году началось внедрение светофоров, число которых к 1968 году достигло 118. 14 мая 1952 открылась новая железнодорожная линия Тель-Авив — Хайфа. В 1950 году появилась первая гостиница на побережье — «Дан», а в 1953 году у берега была построена гостиница «Нордау Плаза».
В 1953 году к электростанции Рединг были пристроены два блока, производивших по 50 МВ электроэнергии, а выше по реке была построена секретная подземная электростанция мощностью 40 МВ, она была защищена толстым слоем бетона и стали и предназначалась для экстренных ситуаций.
В 1953 году в Тель-Авиве появилась первая биржа ценных бумаг. До 1960 года она располагалась в здании банка Леуми на улице Иехуда ха-Леви. Объём торгов на бирже был скромный, на ней не сказывался рост экономики в 1950-е годы. С 1950 по 1958 год лишь 13 компаний выпустили на биржу свои ценные бумаги. В конце 1950-х — начале 1960-х годов активность возросла, и в 1962 году в обороте были уже акции 46 компаний.

### 1960-е годы

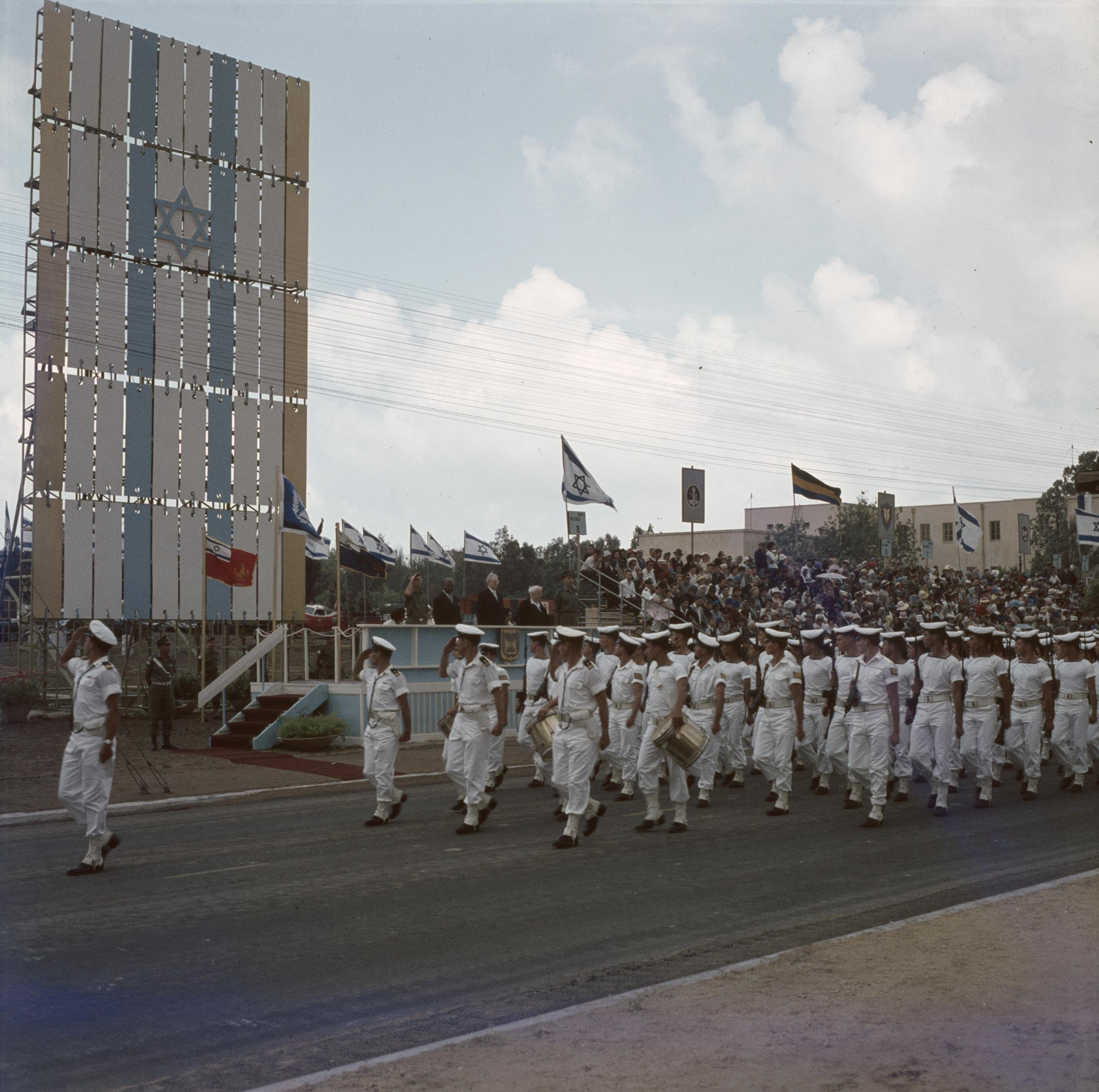
Парад на день независимости, 1962

В 1959 году муниципальные выборы в Тель-Авиве выиграла рабочая партия МАПАЙ, а мэром стал её представитель Мордехай Намир. В результате углубилось сотрудничество мэрии с правительством, на окраинах города развернулось крупномасштабное строительство, была завершена постройка одних важных для города объектов и начата — других, таких как музей изобразительных искусств, дворец правосудия и автострада «Аялон».
В 1963 население города достигло пика — 394 400 человек, — после чего рост населения агломерации продолжался за счёт городов-спутников Тель-Авива. С 1964 года население города начало падать, более того, Тель-Авив был единственным городом в Израиле, где оно не росло. С 1965 по 1971 года около 30 тыс. человек переехало в соседние города. Причинами являлась в первую очередь политика правительства, а также наличие больших незастроенных территорий в окружающих городах. Кроме того, в конце 1960-х и начале 1970-х происходила внутригородская миграция населения — обеспеченные жители переселялись в новые районы на севере города, наибольший рост наблюдался в находящемся за Ярконом Рамат-Авиве; наибольшая убыль была в центре города — Лев-Тель-Авив и Неве-Цедек. Все 1960-е годы молодёжь покидала город, что привело к значительному старению населения.
В 1961 году в муниципалитет совместно с министерством труда основали компанию «Халамиш», занимавшуюся переселением 20-25 тысяч семей из бедных районов (старая Яффа, Маншийе, Кфар-Шалем, Махлуль и Шейх-Муаннис). До 1965 года было переселено около 4,5 тысяч семей. Выселение жителей Маншийе продолжалось до конца 1970-х. В 1960-е годы арабское население Яффы росло, а в начале 1970-х начало падать. Многие арабы видели в действиях муниципалитета дискриминацию и угрозу арабской общине.

«Шалом Меир», 1965

В 1960-е годы город постепенно стал расти ввысь. В большинстве высотных зданий на первых этажах располагались супермаркеты, а над ними жилые этажи. На конец 1950-х самым высоким зданием города был 11-этажный дом на улице Бен-Иехуда, построенный компанией «Раско» по проекту Нахума Золотова. В 1961 году в районе Рамат-Авив был построен 13-этажный дом, который называли «небоскрёбом», а в 1965 — 16-этажный «Мецудат-Зеэв», штаб-квартира партии «Херут». В конце 1950-х было принято решение о переносе гимназии «Герцлия» и сносе её исторического здания, так как из-за старения населения на юге города учеников становилось всё меньше, а здание приходило в упадок. Несмотря на протесты некоторых жителей, желавших сохранить историческую достопримечательность, участок со зданием продали группе инвесторов во главе с братьями Моше и Мордехаем Меирами, выпускниками гимназии. На её месте в 1966 году было завершено строительство офисного небоскрёба «Шалом Меир», имевшего 34 этажа и высоту 142 метра. Он оставался самым высоким зданием страны до 1987 года. Чтобы позволить городу продлить улицу Герцля, ранее упиравшуюся в гимназию, здание состоит из двух частей, связанных перемычкой над улицей. Тем не менее, из-за изменений в городских планах улицу не продлили до побережья, а постройка небоскрёба в старом плотно застроенном районе только ухудшила дорожное движение. Высотное здание особенно выделялось на фоне окружающих малоэтажных домов. В 1965 завершено строительство гостиницы «Хилтон» посреди парка Ган-Ацмаут в стиле брутализма. В последующее десятилетие вдоль моря образовалась цепочка высотных гостиниц, изменившая городской ландшафт.
Тель-Авив меньше пострадал от экономического кризиса 1966—1967 годов, так как меньше зависел от правительственных вложений, а безработица за весь период была ниже, чем в остальных регионах Израиля. Постепенно из города уходили промышленные предприятия, так как земля в Тель-Авиве была намного дороже, чем в округе. С 1961 по 1973 доля работников научной, технической сферы и представителей свободных профессий возросла с 13 % до 23 %. Усилилась роль Тель-Авива как всеизраильского коммерческого центра. Также усилилась роль банковского и финансового сектора. С открытием в 1965 году ашдодского порта яффский и тель-авивский перестали служить торговыми, но остались рыбацкими и туристическими портами.
Во время Шестидневной войны иорданская артиллерия обстреливала город из Калькилии. Утром 5 июня снаряды попали в дома в районе Хадар-Йосеф и около площади Масарика. В этих обстрелах никто не пострадал, но всего на войне погибло 92 жителя города.

### 1970-е годы
На начало 1970-х население города составляло лишь 11 % от населения страны, но 23 % трудящихся работали в Тель-Авиве. Он также был важным культурным центром. С 1970-х заметен рост сферы финансов и бизнес-услуг, а также индустрии развлечений. Поток работников днём и отдыхающих по вечерам придавал городу оживлённую атмосферу.
С середины 1970-х годов Тель-Авив стал глобальным городом, превратившись в часть мировой экономической системы. В нём располагались отделения международных компаний и штаб-квартиры местных. Несмотря на протесты жителей, в 1970 году было завершено строительство очередного блока электростанции Рединг, заменившего первый. Он производил до 428 МВ электроэнергии, что на тот момент составляло треть всей выработки электроэнергии в Израиле.
Во время войны Судного дня в 1973 году городские службы и магазины опять работали в особом режиме. 18 дней в городе продолжалось затемнение, а транспорт ещё полгода работал в укороченном режиме. За войну погибло 225 тель-авивцев.
В этот период площадь Царей Израиля у здания мэрии приобрела общественное значение. Там стали собираться люди, чтобы отпраздновать радостные события, такие как победа местного баскетбольного клуба «Маккаби» над ЦСКА в 1977 году, или отметить политические. Мэр города Шломо Лахат положил начало традиции организованных политических собраний. Всего на площади (17 650 м²) и окружающих улицах могут собраться около 180 тыс. человек.

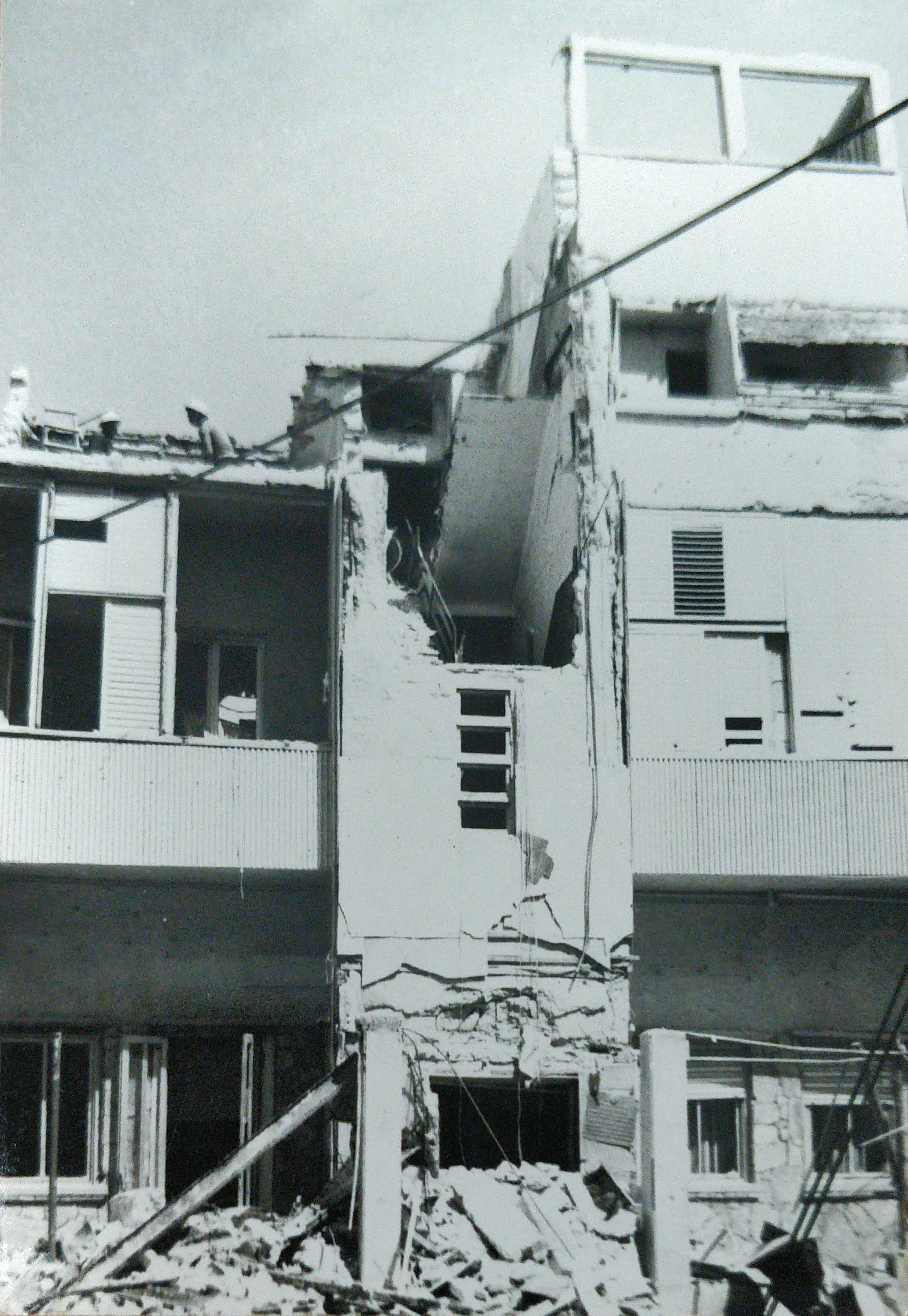
Гостиница «Савой» после теракта

Первый теракт в Тель-Авиве после завершения Войны за независимость произошёл в 1968 году. Теракты участились в 1970-е годы. Так, в декабре 1974 года террорист бросил ручные гранаты в зал кинотеатра «Хен». Двое зрителей погибли, 56 было ранено. Крупнейшим терактом стал захват гостиницы «Савой» в 1975 году. Вечером 5 марта группа из 8 террористов высадилась из лодки на пляже, намереваясь взять заложников в здании Израильской оперы для освобождения заключённых террористов. После сразу высадки они столкнулись с полицией. Завязалась перестрелка, террористы отступили, стреляя по прохожим, и ворвались в гостиницу «Савой». Начались переговоры, которые шли всю ночь, но правительство решило не договариваться с террористами, и под утро отряд спецназа Генерального штаба ворвался в здание. После 7-минутного боя террористы взорвали заложенные мины, отчего крыша здания обрушилась. В общей сложности погибли 11 и были ранены 20 израильтян. Далее, в 1975 и 1977 годах, были перехвачены группы террористов, приплывшие в город на лодках. В 1978 году террористы захватили автобус с пассажирами у кибуца Мааган-Михаэль и заставили его ехать в сторону Тель-Авива. На северном въезде в город импровизированный блокпост заставил террористов остановиться. Между ними и израильскими силами завязалась перестрелка, и автобус загорелся. 35 пассажиров погибло и 71 был ранен. Менее масштабные теракты происходили и в 1979—1984 годах.

### 1980-е годы

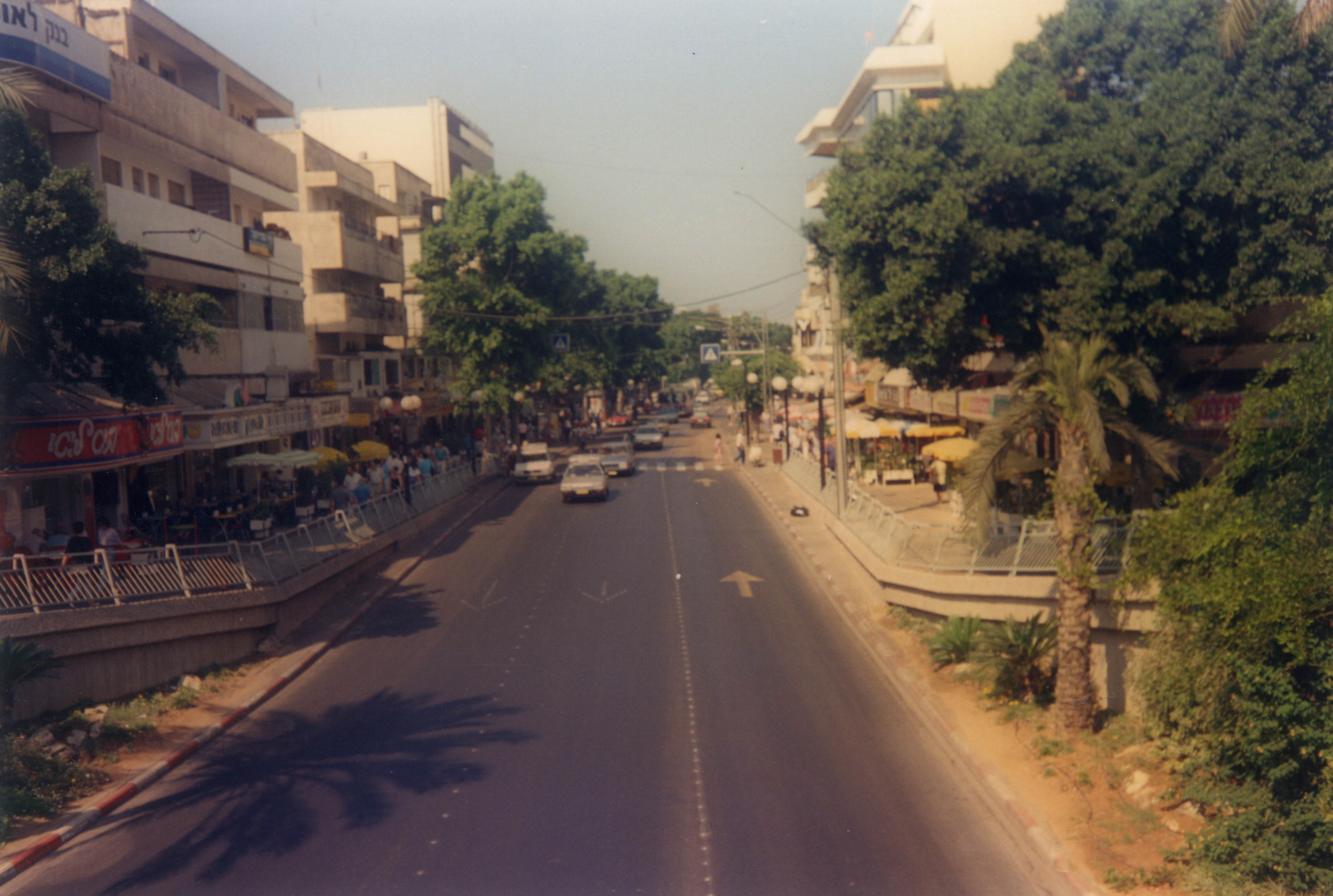
Улица Дизенгоф, 1988

Тель-Авивская биржа, 1989

В 1980-е годы в город начали возвращаться молодёжь и небольшие семьи. Они предпочитали селиться в новых районах, застроенных высотными домами. Кроме того, из-за естественной убыли пожилых жителей в центральной части города туда начали вселяться молодые обеспеченные люди (яппи), а большая алия (репатриация из СССР) усилила тренд снижения среднего возраста. В Тель-Авиве появилось много молодых холостых и неженатых пар. Это приводило к многим изменениям в жизни города, особенно его старого центра: земля и недвижимость дорожали, целые районы были отремонтированы и благоустроены, магазины стали работать и после 7 часов вечера, а места развлечений открылись по субботам. Большинство новых жителей предпочитали маленькие квартиры в городском центре. Одной из причин изменений являлись транспортные проблемы, которые не позволяли с лёгкостью ездить в Тель-Авив из окрестных городов. Тем не менее, в начале 1980-х население города продолжало падать со скоростью около 1—1,5 % в год. Разрыв между южным и северным Тель-Авивом не сокращался, в южные районы вселялись бедная молодёжь и иностранные рабочие, также на юге селились репатрианты из Средней Азии. Например, в районе Шапира в 1994 году компактно проживали 3200 представителей общины бухарских евреев.
В начале 1980-х годов на площади Царей Израиля состоялось несколько крупных собраний и демонстраций израильских левых. Во время предвыборной кампании 1981 года там прошёл митинг партии «Авода», на которой телеведущий Дуду Топаз пренебрежительно отозвался об африканских евреях, поддерживавших «Ликуд». По некоторым утверждениям, эти слова, которыми воспользовался глава «Ликуда» Бегин, были одной из причин, по которым «Авода» потерпела поражение. В 1982 году в городе проходили демонстрации и митинги сторонников и противников войны в Ливане. 25 сентября на центральной площади прошла массовая демонстрация протеста против резни в Сабре и Шатиле. В феврале 1983 года там же тысячи собрались на траурный митинг после убийства левого активиста Эмиля Гринцвейга.
С конца 1980-х годов в городе резко выросло число рабочих мест (с 259,6 тыс. в 1989 году до ок. 305 тыс. в 1993), лишь треть из которых занимали собственно жители Тель-Авива. Со временем всё больше неквалифицированных работ выполняли арабские рабочие, большинство из которых приезжало с палестинских территорий.
В 1980-е годы продолжалось снижение доли розничного бизнеса, а рынок постепенно захватывали крупные торговые сети. С 1978 по 1990 год число занятых в отраслях финансов и бизнеса выросло на 65 % — с ок. 38 тыс. до ок. 62 тыс. Значение Тель-Авива как центра розничной торговли тоже выросло.
В конце 1970-х годов возобновились социальные общественные протесты. В некоторых случаях жители бедных районов протестовали против выселения, в других бездомные требовали от властей найти решение их проблемам и ставили палатки в центре города. В августе 1980 года группа «Чёрных пантер» проникла в офис мэра, а в декабре другие протестующие забаррикадировались в его офисе, удерживая мэра с помощниками и приковав себя к его столу. Нередко протесты вызывал снос незаконно построенных зданий. В 1982 вооружённый протестующий, забаррикадировавшийся на крыше своего дома, был застрелен полицией, что привело к широкомасшбатным протестам.

### 1990-е годы

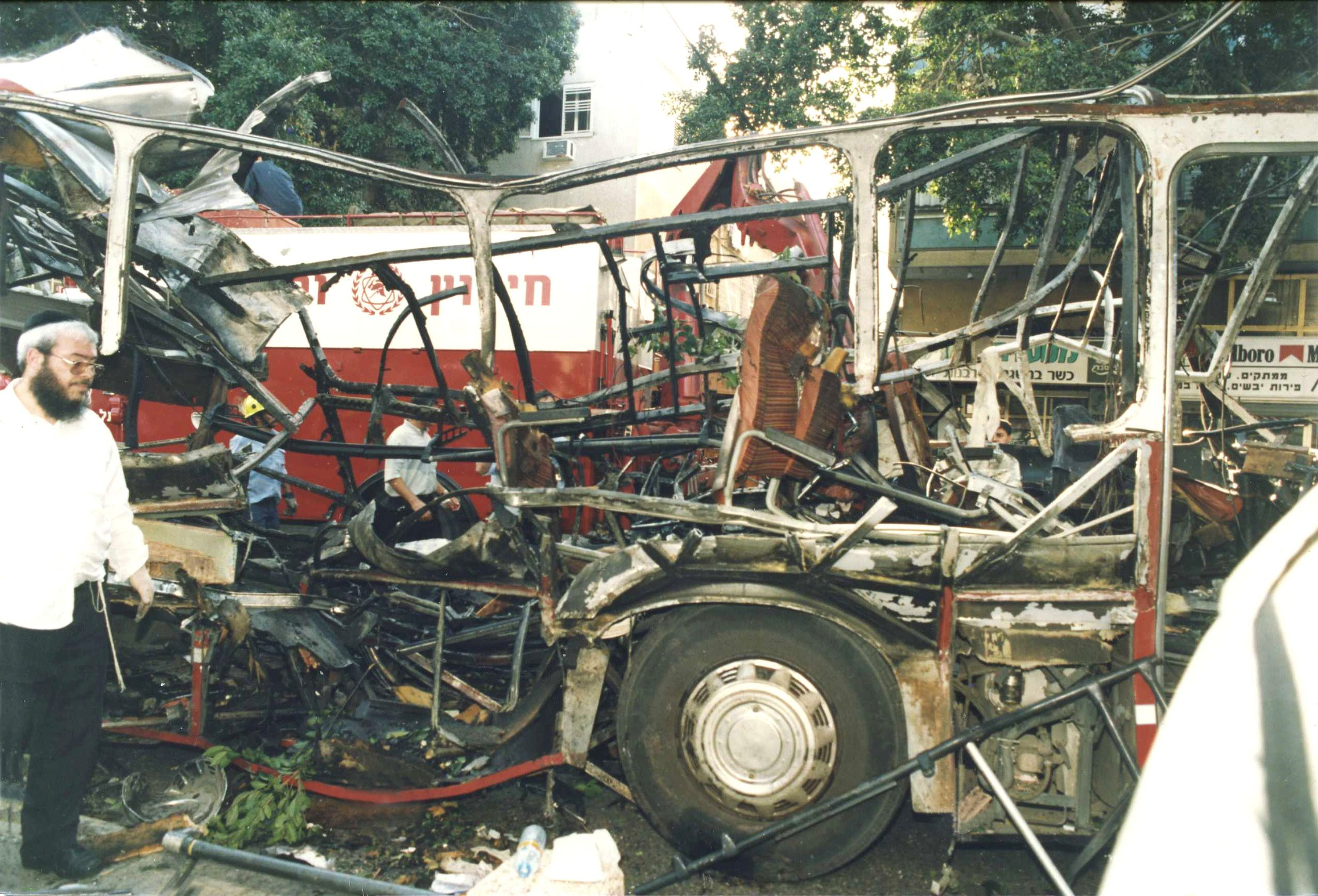
Взрыв автобуса на улице Дизенгоф, 1994

С началом первой интифады в 1988 году в городе началась очередная волна терактов. До 1993 года это были в основном нападения с холодным оружием (1989, 1990, 1991, 1993), а с 1994 года начались взрывы террористов-смертников. 19 октября террорист подорвал себя с автобусом на остановке на улице Дизенгоф, в результате чего погибли 22 и получили ранения 48 человек. До 2000 года произошло ещё 2 подобных теракта.
В 1989 году началась волна массовой репатриации советских евреев — большая алия. Между 1989 и 1993 годами в Израиль прибыло более полумиллиона репатриантов. В первую волну алии с 1989 по март 1990 года в Тель-Авиве поселилось 458 семей (1370 человек). Абсорбцией в первое время занимались общественные волонтёрские организации. В июне 1990 город стал организованно заниматься интеграцией репатриантов, был создан городской центр абсорбции, координировавший деятельность всех связанных с этим отделений муниципалитета. В июне существовало 2 районных центра абсорбции, в 1991 их количество дошло до 12. В сентябре 1991 года было основано городское управление абсорбции, предоставлявшее помощь с поиском работы, консультации и информацию; всего городские власти нашли работу для 17 400 репатриантов, провели три ярмарки трудоустройства. Более 14 500 человек прошли курсы профессиональной переподготовки, до марта 1991 года в Тель-Авивском университете трудоустроилось 60 учёных-кандидатов и докторов наук, а также множество аспирантов и студентов. В первое время не удалось обеспечить всех желающих жильём, так как цены на съём выросли на 200—300 %. В 1992 году ситуация улучшилась, город стал помогать репатриантам квартирами и продуктами, а также начал организовывать культурные мероприятия.
В результате большой алии возобновились социальные протесты жителей, считавших, что власти больше делают для репатриантов, чем для них. В 1991 году власти смогли достичь компромисса с жителями Гиват-Амаль на севере города, а в 1992 договорились с жителями Кфар-Шалем.
В конце 1980-х появилось выражение «город без перерыва» (ивр. עיר ללא הפסקה‎), символизировавшее новый образ жизни, для которого характерны круглосуточная активность и разнообразие культурных мероприятий. Это противопоставлялось образу Тель-Авива как обезлюдевшего, умирающего города. В эти годы муниципалитет стал усиленно поддерживать культурные мероприятия, которых было больше, чем в остальных городах страны и даже чем во многих крупных заграничных городах. Это приводило к развитию города и притягивало людей.

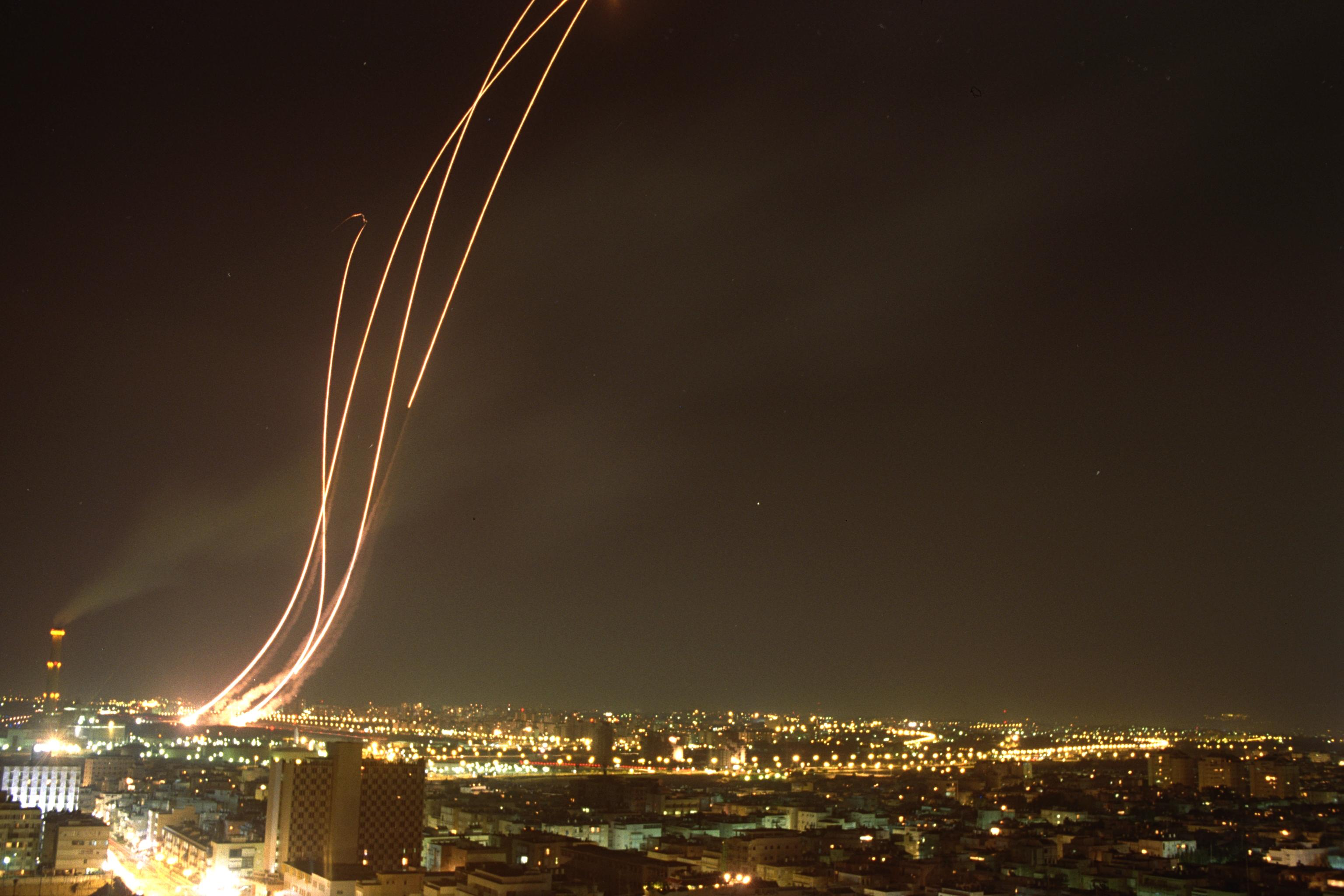
ЗРК «Пэтриот» сбивают иракские ракеты над городом

Во время войны в Персидском заливе Израиль в течение 6 недель подвергался иракским обстрелам. 19 января второй залп иракских ракет Р-17, попавший по югу и северу Тель-Авива, нанёс серьёзный ущерб, особенно в районах Эзра, Аргазим и ха-Тиква. После попаданий в Петах-Тикве и Рамат-Гане 22 января многие жители покинули город. Атмосфера была очень подавленной, были опасения, что Ирак применит химическое и биологическое оружие. Некоторые жители уехали в другие города, некоторые даже покинули страну, всего число уехавших оценивали в несколько десятков тысяч человек. Отношение общества к этому явлению было разным. Некоторые считали, что это поведение логично и предотвращает жертвы, а другие — что это трусливое бегство. Мэр города Лахат вызвал скандал, назвав уехавших дезертирами и сравнив их с теми, кто покидает родину. После начала наземной операции настрой улучшился, люди уже не так боялись ракет. 23 февраля улицы опять были полны людей.
В начале 1990-х в городе наблюдался рост количества иностранных рабочих из разных стран. К 1994 году их оценочная численность составляла несколько тысяч, но после этого стала резко расти. К концу 1990-х она составляла уже 60-80 тыс. человек. Большая их часть была сосредоточена вокруг центрального автобусного терминала, образовав отдельное сообщество. Они проживали в районах Неве-Шаанан, Флорентин, ха-Тиква, Эзра, Аргазим, Керем ха-Тейманим.
В августе 1993 года в районе Неве-Шаанан была открыта новая Центральная автобусная станция Тель-Авива, строительство которой началось в 1967 году. С момента постройки по 2010 год она была крупнейшей в мире. Вопреки ожиданиям, вскоре район вокруг неё превратился в трущобы, а расположенные в ней магазины становились убыточными.

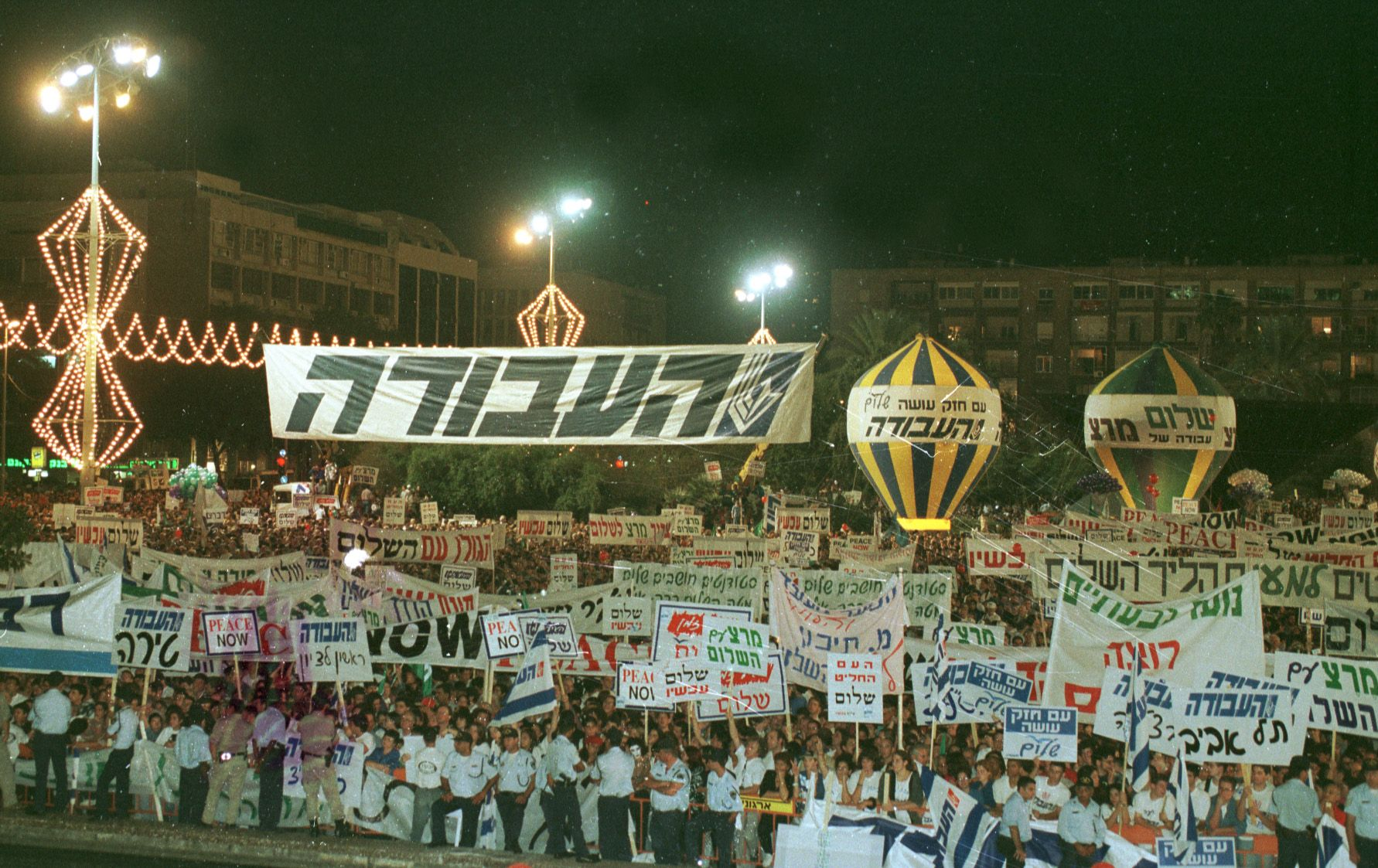
Митинг в поддержку мирного процесса, перед убийством Рабина, 1995

5 ноября 1995 года на площади Царей Израиля произошло знаковое для израильской политики и истории событие. В этот день там проходил митинг в поддержку мирного процесса, организованный уходящим мэром Лахатом. На ней присутствовали премьер министр Ицхак Рабин и министр иностранных дел Шимон Перес. По окончании митинга Рабин спустился со сцены, за которой его поджидал еврейский радикал Игаль Амир. Амир выстрелил ему в спину, и премьер-министр скончался от полученных ранений. Когда стало известно о произошедшем, многие люди стали приходить на площадь, зажигать в его память свечи и скорбеть вместе. Вскоре после убийства площадь была переименована в честь Рабина.
В 1990-е годы, в том числе благодаря большой алие, в городе было основано множество стартапов. Во время «пузыря доткомов», в 1998—2001 годах, их количество составляло несколько тысяч.

### XXI век
Во время второй интифады (2001—2005) в городе взорвалось 8 террористов-смертников. За обе интифады от терактов-самоубийств в Тель-Авиве погиб 101 человек, а 666 было ранено. Одними из крупнейших были теракт у дискотеки «Дольфи» и теракт на старой центральной автобусной станции Тель-Авива.
В начале 2000-х годов террор и мировой кризис компаний в сфере высоких технологий привели к спаду городской экономики, но он продолжался недолго, экономика вскоре восстановилась и начался резкий рост на рынке недвижимости. В 2010-е годы произошёл очередной быстрый рост стартапов, за десять лет их количество возросло с 1000 до 5000. В 2020-х годах Тель-Авив занимал пятое место в мире среди привлекательных мест для стартапов.
В 2012 году, во время операции «Облачный столп», начались обстрелы города ракетами из Газы. После этого Тель-Авив страдал от обстрелов в 2014, 2019 и 2023—2024 годах.
В 2010-х и 2020-х годах Тель-Авив был центром крупных протестных движений. Летом 2011 года в городе начались палаточные протесты против высоких цен на жильё и продукты питания, в начале сентября на демонстрацию в Тель-Авиве вышло около 30 000 человек. В 2023 году в ответ на объявленную правительством судебную реформу по всей стране начались протесты, одним из центров которых был перекрёсток улиц Каплан и Намир в Тель-Авиве. Протестующие собирались там каждую субботу более 30 недель подряд. Летом 2023 мэр города объявил, что переименовывает перекрёсток в «площадь Демократии». В 2024 году, во время войны с ХАМАСом, в городе начались антиправительственные протесты, участники которых требуют возвращения захваченных палестинской группировкой заложников.
В 2018 году в Тель-Авиве проходил один из этапов велогонки «Джиро д’Италия», а на следующий год он принял конкурс «Евровидения», который прошёл в новом павильоне в «Экспо Тель-Авив».
В 2020 году был закрыт аэропорт Сде-Дов, проработавший 81 год. На его месте началось строительство жилого района.
За первый год войны в Газе (по состоянию на октябрь 2024 года) Тель-Авив был на втором месте после Иерусалима по количеству погибших жителей (28).

### На иврите
- ספר תל אביב (иврит) / אלתר דרויאנוב. — תל אביב: ועדת ספר תל אביב, 1936.
- יעקב שביט וגדעון ביגר[ивр.]. ההיסטוריה של תל־ אביב (иврит). — תל־ אביב: הוצאת רמות, אוניברסיטת תל־ אביב, 2001. — Vol. משכונות לעיר (1909-1936).
- חיים פיירברג, יעקב שביט וגדעון ביגר. ההיסטוריה של תל־ אביב (иврит). — תל־ אביב: הוצאת רמות, אוניברסיטת תל־ אביב, 2007. — Vol. מעיר-מדינה לעיר במדינה (1936-1952). — ISBN 978-965-274-436-4.
- יעקב שביט וגדעון ביגר. ההיסטוריה של תל־ אביב (иврит). — תל־ אביב: הוצאת רמות, אוניברסיטת תל־ אביב, 2013. — Vol. עיר מתחדשת (1952-1973). — ISBN 978-965-472-274-436-4.
- יעקב שביט וגדעון ביגר. ההיסטוריה של תל־ אביב (иврит). — תל־ אביב: הוצאת רמות, אוניברסיטת תל־ אביב, 2002. — Vol. עיר מטרופולין (1974-1993). — ISBN 965-274-360-7.
- ‏מדריך ישראל החדש: אנציקלופדיה, מסלולי טיול‏‎ (иврит) / יואב רגב. — 2001. — Т. 9: מישור החוף הדרומי, פלשת. — С. 195—224. — ISBN 965-07-0874.
- תל אביב ואתריה (иврит) / גדעון ביגר ואלי שילר. — ירושלים: אריאל, 1987.
- תמיר גורן. גאות ושפל: התפתחותה העירונית של יפו ומקומה בעימות היהודי־ הערבי בארץ־ ישראל 1947־ 1917 (иврит). — ירושלים: יד יצחק בן צבי, 2016. — ISBN 990039449590205171.

### На английском
- LeVine Mark[англ.]. Overthrowing geography: Jaffa, Tel Aviv, and the struggle for Palestine, 1880-1948 (англ.). — University of California Press, 2005. — ISBN 0-520-23994-6.
- Rotbard S[англ.]. White city, black city: Architecture and war in Tel Aviv and Jaffa (англ.). — London: Pluto Press, 2015.
- Tel-Aviv, the First Century: Visions, Designs, Actualities (англ.) / Azaryahu M, Troen SI, editors. — Bloomington: Indiana University Press, 2012. — ISBN 978-0-253-35694-9.